# Liste der Kulturdenkmale in Blasewitz (A–M)
Die Liste der Kulturdenkmale in Blasewitz umfasst sämtliche Kulturdenkmale der Dresdner Gemarkung Blasewitz. Große Teile der Gemarkung (Ausnahmen sind Neugruna und kleinere Randgebiete) liegen im Denkmalschutzgebiet Blasewitz/Striesen-Nordost (in Kraft gesetzt am 28. März 1997).
Die Anmerkungen sind zu beachten.
Aufgrund der hohen Anzahl der Kulturdenkmale wurde die alphabetisch nach Adressen geordnete Liste in folgende zwei Teillisten untergliedert:
- Liste der Kulturdenkmale in Blasewitz (A–M)
- Liste der Kulturdenkmale in Blasewitz (N–Z)

Diese Teilliste enthält alle Kulturdenkmale von A bis M.

## Legende
- Bild: Bild des Kulturdenkmals, ggf. zusätzlich mit einem Link zu weiteren Fotos des Kulturdenkmals im Medienarchiv Wikimedia Commons. Wenn man auf das Kamerasymbol klickt, können Fotos zu Kulturdenkmalen aus dieser Liste hochgeladen werden:
- Bezeichnung: Denkmalgeschützte Objekte und ggf. Bauwerksname des Kulturdenkmals
- Lage: Straßenname und Hausnummer oder Flurstücknummer des Kulturdenkmals. Die Grundsortierung der Liste erfolgt nach dieser Adresse. Der Link (Karte) führt zu verschiedenen Kartendiensten mit der Position des Kulturdenkmals. Fehlt dieser Link, wurden die Koordinaten noch nicht eingetragen. Sind diese bekannt, können sie über ein Tool mit einer Kartenansicht einfach nachgetragen werden. In dieser Kartenansicht sind Kulturdenkmale ohne Koordinaten mit einem roten bzw. orangen Marker dargestellt und können durch Verschieben auf die richtige Position in der Karte mit Koordinaten versehen werden. Kulturdenkmale ohne Bild sind an einem blauen bzw. roten Marker erkennbar.
- Datierung: Baubeginn, Fertigstellung, Datum der Erstnennung oder grobe zeitliche Einordnung entsprechend des Eintrags in der sächsischen Denkmaldatenbank
- Beschreibung: Kurzcharakteristik des Kulturdenkmals entsprechend des Eintrags in der sächsischen Denkmaldatenbank, ggf. ergänzt durch die dort nur selten veröffentlichten Erfassungstexte oder zusätzliche Informationen
- ID: Vom Landesamt für Denkmalpflege Sachsen vergebene, das Kulturdenkmal eindeutig identifizierende Objekt-Nummer. Der Link führt zum PDF-Denkmaldokument des Landesamtes für Denkmalpflege Sachsen. Bei ehemaligen Kulturdenkmalen können die Objektnummern unbekannt sein und deshalb fehlen bzw. die Links von aus der Datenbank entfernten Objektnummern ins Leere führen. Ein ggf. vorhandenes Icon  führt zu den Angaben des Kulturdenkmals bei Wikidata.

## Liste der Kulturdenkmale in Blasewitz
| Bild           | Bezeichnung | Lage                                                                              | Datierung                                                                              | Beschreibung | ID       |
| -------------- | --- | --------------------------------------------------------------------------------- | -------------------------------------------------------------------------------------- | --- | -------- |
|                | Denkmalschutzgebiet Blasewitz/Striesen-Nordost | (Karte)                                                                           |                                                                                        | stadtgeschichtlich, städtebaukünstlerisch und mit bemerkenswerter architektonischer Qualität und Vielfalt außerordentlich bedeutsam | 09306381 |
|                | Villa mit Einfriedung | Alemannenstraße 1 (Karte)                                                         | um 1875 (Villa)                                                                        | charakteristischer Bau des frühen Historismus mit Anklängen an den Schweizerhausstil, noch als Landhaus, auffällig und typisch die offene, zweigeschossige Veranda mit Laubsägearbeiten, baugeschichtlich wertvoll, als Teil des bedeutsamen Stadtteils Blasewitz auch stadtentwicklungsgeschichtlich von Belang | 09212816 |
|                | Villa | Alemannenstraße 2 (Karte)                                                         | spätes 19. Jh. (Villa)                                                                 | als Teil des bedeutsamen Stadtteils Blasewitz auch stadtentwicklungsgeschichtlich von Belang | 09212814 |
|                | Wohnhaus, eines der ersten Gebäude im Bereich des Waldparks, zudem mit allen Tür- und Fenstergewänden im ursprünglichen Zustand erhalten | Alemannenstraße 4a (Karte)                                                        | vor 1875 (Wohnhaus)                                                                    | baugeschichtlich und siedlungsgeschichtlich von Bedeutung | 09212825 |
|                | Villa mit Hintergebäude und Einfriedung | Alemannenstraße 5 (Karte)                                                         | vor 1879 (Villa)                                                                       | ursprünglich ein historistischer Bau, in seiner heutigen Form vor allem das Ergebnis eines jüngeren, versachlichenden Umbaus, baugeschichtlich bedeutend, zudem als Teil des bedeutsamen Stadtteils Blasewitz auch stadtentwicklungsgeschichtlich von Belang | 09212818 |
|                | Villa mit Einfriedung | Alemannenstraße 6 (Karte)                                                         | um 1875 (Villa)                                                                        | klassischer Villentyp der nach 1850 in und um Dresden verbreiteten Semper-Nicolai-Schule, mit streng symmetrischer Hauptfassade, dabei Mitte betont, Akzente durch Bauschmuck auf den Risaliten, Anwesen vor allem baugeschichtlich und künstlerisch bedeutend, als Teil des bedeutsamen Stadtteils Blasewitz auch stadtentwicklungsgeschichtlich von Belang | 09212817 |
|                | Villa mit Einfriedung | Alemannenstraße 8 (Karte)                                                         | um 1875 (Villa)                                                                        | charakteristischer Bau des frühen Historismus mit Anklängen an den Schweizerhausstil, noch als Landhaus, auffällig und typisch die offene, zweigeschossige Veranda, baugeschichtlich bedeutend, als Teil des bedeutsamen Stadtteils Blasewitz auch stadtentwicklungsgeschichtlich von Belang | 09212819 |
| Weitere Bilder | Mietvilla mit Einfriedung | Alemannenstraße 9 (Karte)                                                         | bezeichnet 1896 (Mietvilla)                                                            | Wohngebäude mit historisierender Fassadengestaltung und weitgehend original erhaltener Innenausstattung, baugeschichtlich von Wert, zudem im Zusammenhang mit dem bemerkenswerten Villenviertel Blasewitz städtebaulich und stadtentwicklungsgeschichtlich bedeutend | 09217744 |
| Weitere Bilder | Mietshaus in offener Bebauung | Altenberger Straße 3 (Karte)                                                      | um 1905 (Mietshaus)                                                                    | zeittypischer Wohnhausbau mit unsymmetrische Putzfassade, Balkongitter und Dekor in Jugendstilformen, baugeschichtlich bedeutend | 09213035 |
| Weitere Bilder | Mietshaus in offener Bebauung | Altenberger Straße 5 (Karte)                                                      | um 1890 (Mietshaus)                                                                    | markanter historistischer Wohnbau, mit Horizontalgliederung, Eckbetonungen und architravierten Fenstereinfassungen vor allem baugeschichtlich bedeutend | 09213036 |
| Weitere Bilder | Villa mit Einfriedung | Altenberger Straße 9 (Karte)                                                      | 1917 (Villa)                                                                           | charakteristisches Beispiel der versachlichten Architektur nach der Jahrhundertwende, baugeschichtlich von Belang, zudem als Teil von Neugruna stadtentwicklungsgeschichtlich bedeutsam | 09213056 |
| Weitere Bilder | Mietshaus mit Einfriedung in offener Bebauung | Altenberger Straße 11 (Karte)                                                     | um 1890 (Mietshaus)                                                                    | trotz einiger Vereinfachungen, gestalterisch auffälliger Jugendstilbau, Belebung der Fassaden durch geschweifte Giebel mit Aufsätzen und Kopfkonsolen, Erdgeschoss mit flacher Bossierung, vor allem baugeschichtlich, in Teilen auch künstlerisch bedeutend | 09213037 |
| Weitere Bilder | Villa | Altenberger Straße 17 (Karte)                                                     | um 1875 (Villa)                                                                        | Art Landhaus, schlichter historistischer Wohnbau um 1875, aber ursprünglich erhalten, die Dachüberstände mit Laubsägearbeiten erinnern an den Schweizerhausstil, baugeschichtlich und als Teil von Neugruna stadtentwicklungsgeschichtlich bedeutend | 09212942 |
| Weitere Bilder | Wohn- und Geschäftshaus in offener Bebauung und Ecklage | Altenberger Straße 25 (Karte)                                                     | 1902 (Wohn- und Geschäftshaus)                                                         | zeittypischer Bau mit Putzfassade und Natursteingliederung, Jugendstilornamentik mit Masken und vegetabilen Formen, baugeschichtlich bedeutend, zudem als Teil von Neugruna stadtentwicklungsgeschichtlich von Belang | 09212941 |
|                | Mietshaus mit Einfriedung in offener Bebauung | Altenberger Straße 43 (Karte)                                                     | 1885/1895 (Mietshaus)                                                                  | ortsbildprägender historistischer Eckbau, als Teil von Neugruna stadtentwicklungsgeschichtlich bedeutend | 09213762 |
|                | Wohnhausgruppe mit Einfriedung in offener Bebauung | Altenberger Straße 45; 47; 49 (Karte)                                             | um 1910 (Wohnhaus)                                                                     | charakteristisches Beispiel der versachlichten Architektur nach der Jahrhundertwende, baugeschichtlich von Belang, zudem als Teil von Neugruna stadtentwicklungsgeschichtlich bedeutsam | 09212944 |
|                | Wohnhaus mit Einfriedung in offener Bebauung | Angelsteg 1 (Karte)                                                               | um 1800 (Wohnhaus)                                                                     | axiale Fassadengliederung, Krüppelwalmdach, neben Schillerplatz 11 wohl das älteste Gebäude von Blasewitz, baugeschichtlich und ortsgeschichtlich bedeutend | 09213763 |
| Weitere Bilder | Mietshaus mit niedrigerem, seitlichem Anbau, in Ecklage und geschlossener Bebauung | Angelsteg 5 (Karte)                                                               | 1892/1899 (Mietshaus)                                                                  | mit Ladenzone im Erdgeschoss, repräsentativer und gestalterisch hervorgehobener Wohnbau des Historismus, Ecke betont, insbesondere durch auffällige Zwiebelhaube, darüber hinaus reicher Fassadenschmuck, Teil des markanten Schillerplatzensembles, baugeschichtlich, künstlerisch und städtebaulich bedeutend | 09212722 |
| Weitere Bilder | Landhaus Barteldes mit Hintergebäude, Garten und Einfriedung | Barteldesplatz 1 (Karte)                                                          | Ende 19. Jh. (Villa)                                                                   | charakteristisches Landhaus der zweiten Hälfte des 19. Jahrhunderts mit Anklängen an den Schweizerhausstil (weite Dachüberstände), baugeschichtlich bedeutend, als Teil des Villenvorortes Blasewitz zudem stadtentwicklungs-geschichtlich von Belang, benannt nach dem Besitzer und Bewohner: Carl Louis Barteldes (1821–1880), Gemeinderatsmitglied. Von 1945 bis 1946 letzter Wohnsitz des Schriftstellers Hans Löscher, heute mit Gedenktafel für Löscher. | 09212943 |
| Weitere Bilder | Villa Reuter: Villa mit Einfriedung | Barteldesplatz 2 (Karte)                                                          | 1893 (Villa)                                                                           | historistischer Putzbau mit geschwungenem Giebel und Zierfachwerk, des Weiteren von Fächerrosetten belebt, im so genannten Altdeutschen Stil, im weiteren Sinne der deutschen Renaissance nachempfunden, baugeschichtlich bedeutend, als auffälliges Werk von Schilling & Graebner (Baukosten 35000 Mark) auch künstlerisch wertvoll, zudem als Teil des bedeutsamen Stadtteils Blasewitz auch stadtentwicklungsgeschichtlich von Belang; heutige Nutzung durch die Bürgerstiftung Dresden | 09212703 |
|                | Haus Höhne: Villa mit Einfriedung | Barteldesplatz 3 (Karte)                                                          | um 1887 (Villa)                                                                        | nimmt stilistisch am ehesten Bezug auf die italienische Renaissance, baugeschichtlich wertvoll, zudem als Teil des bedeutsamen Stadtteils Blasewitz auch stadtentwicklungsgeschichtlich von Belang | 09212711 |
| Weitere Bilder | Villa Ostermaier: Villa mit Einfriedung | Barteldesplatz 4 (Karte)                                                          | 1908 (Villa)                                                                           | Paradebeispiel der durch versachlichte Baukörper mit hohen Dächern und wenigem, aber akzentuierenden Schmuck gekennzeichneten Reformarchitektur nach 1900, zudem gestalterisch anspruchsvoll, baugeschichtlich bedeutend, als Teil des Villenvorortes Blasewitz zudem stadtentwicklungsgeschichtlich von Belang. | 09212713 |
| Weitere Bilder | Denkmal Der verlorene Sohn: Kirchplatz mit zentral angeordnetem Denkmal einschließlich kleiner Einfriedung (Kirchplatz zweiteilig, südwestlicher Teil siehe Berggartenstraße, Heilig-Geist-Kirche) | Berggartenstraße (Karte)                                                          | 1892–1894 (Kirchplatz/Kirchpark), bezeichnet 1928 (Sitzstatue)                         | Platzanlage gestaltet von Max Bertram, Denkmal mit sitzender männliche Figur auf Postament, Sandsteinskulptur von Hans Hartmann-McLean, Anlage gestalterisch anspruchsvoll, künstlerisch und gartenkünstlerisch bedeutend | 09213069 |
| Weitere Bilder | Mietvilla mit Einfriedung | Berggartenstraße 2 (Karte)                                                        | um 1885 (Mietvilla)                                                                    | charakteristischer historistischer Bau des ausgehenden 19. Jahrhunderts mit Formen der Gotik, Vierpässe an seitlicher Loggia, und der Renaissance, Fächerrosetten am straßenseitigen Stufengiebel, baugeschichtlich bedeutend, als Teil des Villenvorortes Blasewitz zudem stadtentwicklungsgeschichtlich von Belang | 09212678 |
| Weitere Bilder | Mietvilla und Einfriedung in Ecklage | Berggartenstraße 6 (Karte)                                                        | um 1900 (Mietvilla)                                                                    | herrschaftlicher Wohnbau der Gründerzeit mit reicher, historistischer Fassade, im Stil der deutschen Renaissance, schon etwas versachlicht, dominiert von Erker und Schweifgiebeln, baugeschichtlich und künstlerische bedeutend, als Teil von Blasewitz auch stadtentwicklungsgeschichtlich von Belang | 09212676 |
| Weitere Bilder | Wohnhaus mit Einfriedung in offener Bebauung | Berggartenstraße 10 (Karte)                                                       | 2. Hälfte 19. Jh. (Wohnhaus)                                                           | markantes Beispiel eines schlichten, älteren Blasewitzer Landhauses, mit weiten Dachüberständen an den Schweizerhausstil erinnernd, zudem Teil des Ortsteils, der ein bedeutender Villenvorort war und ist, auch stadtentwicklungsgeschichtlich von Belang | 09212916 |
| Weitere Bilder | Mietvilla mit Einfriedung | Berggartenstraße 17 (Karte)                                                       | um 1885 (Villa)                                                                        | herrschaftlicher Wohnbau der Gründerzeit mit reicher, historistischer Fassade, im Stil der deutschen Renaissance, dominiert von Erkern, Schweifgiebeln und gestalterisch hervorgehobenem Portal, baugeschichtlich und künstlerische bedeutend, als Teil von Blasewitz auch stadtentwicklungsgeschichtlich von Belang | 09212935 |
| Weitere Bilder | Haus Hultzsch: Villa mit Einfriedung | Berggartenstraße 18 (Karte)                                                       | 1892 (Villa)                                                                           | gestalterisch auffälliger historistischer Wohnbau seiner Zeit, sich insbesondere an die Renaissance als Stilvorbild anlehnend, baugeschichtlich bedeutend, zudem als Teil des bedeutsamen Stadtteils Blasewitz auch stadtentwicklungsgeschichtlich von Belang | 09213005 |
| Weitere Bilder | Villa mit Einfriedung | Berggartenstraße 20 (Karte)                                                       | um 1885 (Villa)                                                                        | gestalterisch auffälliger historistischer Wohnbau seiner Zeit, sich insbesondere an die deutsche Renaissance als Stilvorbild anlehnend, rückwärtiger Turmanbau, zur Straße großer Ziergiebel, Fachwerk, baugeschichtlich bedeutend, zudem als Teil des bedeutsamen Stadtteils Blasewitz auch stadtentwicklungsgeschichtlich von Belang | 09213764 |
| Weitere Bilder | Heilig-Geist-Kirche | Berggartenstraße 22a (Karte)                                                      | 1891–1893 (Kirche), 1953/1954 (Orgel), 1892 (Relief), 1892–1894 (Kirchplatz/Kirchpark) | Kirche sowie Kirchenausstattung, dazu begrünter Kirchplatz (zweiteilig, nordöstlicher Teil siehe Berggartenstraße, Der verlorene Sohn), letzterer einschließlich Einfriedung und mit Keramikplatten befestigten Fußwegen an der Sebastian-Bach-Straße und an der Reinhold-Becker-Straße, Saalkirche mit Turmanbau, Dachreiter, eingezogenem Chor und Sakristei, neogotischer Backsteinbau mit Sandsteingliederung, markantes Beispiel der Kirchenbaukunst Ende des 19. Jahrhunderts, baugeschichtlich und künstlerisch bedeutend, als wichtige Dominante in der Silhouette von Blasewitz auch städtebaulich von Belang, Platzanlage als Werk Bertrams gartenkünstlerisch von Wert. | 09212938 |
| Weitere Bilder | Mietshaus in offener Bebauung | Berggartenstraße 25 (Karte)                                                       | um 1885 (Mietshaus)                                                                    | zeittypischer historistischer Wohnbau seiner Zeit, insbesondere das Erdgeschoss und die Ecke betont, baugeschichtlich bedeutend | 09213055 |
| Weitere Bilder | Wohnanlage in geschlossener Bebauung | Berggartenstraße 32; 34; 36; 38 (Karte)                                           | um 1895 (Mietshaus)                                                                    | spätgründerzeitlicher, symmetrisch gestalteter Komplex über annähernd U-förmigem Grundriss, aus mehreren Häusern zusammengefasst, Gliederung durch die Eingangsachsen, gestalterische Akzentuierung mittels Turmaufbauten, Fensterbedachungen und mittigen Balkon, baugeschichtlich und stadtentwicklungsgeschichtlich bedeutsam | 09213795 |
| Weitere Bilder | Wohn- und Geschäftshaus in Ecklage und geschlossener Bebauung | Brucknerstraße 1 (Karte)                                                          | um 1895 (Wohn- und Geschäftshaus)                                                      | prägnanter historistischer Bau des ausgehenden 19. Jahrhunderts mit gestalterischem Anspruch, dominiert von Turmaufbau und hohen Giebeln mit Fächerrosetten als Elementen der Renaissance, baugeschichtlich und künstlerisch bedeutend, zudem als Teil des unverwechselbaren Schillerplatzensembles städtebaulich bedeutend seit 1904 Schillerapotheke, 1945 schwer beschädigt, 1949 Verstaatlichung der Apotheke, die um 1960 an die Tolkewitzer Straße 2 verlegt wurde, 1985–1986 saniert | 09212667 |
|                | Wohn- und Geschäftshaus in Ecklage und geschlossener Bebauung | Brucknerstraße 2 (Karte)                                                          | um 1895 (Wohn- und Geschäftshaus)                                                      | markanter historisierender Bau, baugeschichtlich bedeutend, zudem als Teil des markanten Schillerplatzensembles städtebaulich von Belang | 09212668 |
| Weitere Bilder | Marienhof: Wohnhaus in offener Bebauung | Brucknerstraße 7 (Karte)                                                          | 19. Jh. (Wohnhaus)                                                                     | schlichter Bau mit Walmdach, Belebung durch Klappläden, als eines der wohl älteren Anwesen und ehemaliges Schulgebäude von Blasewitz vor allem ortsgeschichtlich bedeutend | 09212669 |
| Weitere Bilder | Mietshaus in Ecklage und offener Bebauung | Brucknerstraße 17 (Karte)                                                         | um 1890 (Mietshaus)                                                                    | zeittypischer historistischer Wohnbau seiner Zeit, insbesondere das Erdgeschoss und die Ecke betont, weitere Belegung durch seitliche, mehrgeschossige Veranda, baugeschichtlich bedeutend | 09212917 |
| Weitere Bilder | Landhaus | Brucknerstraße 18b (Karte)                                                        | 19. Jh. (Gartenhaus)                                                                   | wohl als Gartenhaus genutzt, als eines der älteren, noch eingeschossigen Anwesen von Blasewitz vor allem ortsgeschichtlich bedeutend | 09212901 |
| Weitere Bilder | Mietvilla mit Einfriedung | Brucknerstraße 22 (Karte)                                                         | 1900 (Mietvilla)                                                                       | herrschaftlicher Wohnbau der späten Gründerzeit mit reicher, historistischer Fassade, im Stil der deutschen Renaissance, dominiert von Schweifgiebel und Erker, baugeschichtlich und künstlerisch bedeutend, als Teil von Blasewitz auch stadtentwicklungsgeschichtlich von Belang | 09212900 |
| Weitere Bilder | Mietvilla mit Einfriedung | Brucknerstraße 24 (Karte)                                                         | um 1890 (Mietvilla)                                                                    | herrschaftlicher Wohnbau der Gründerzeit mit reicher, historistischer Fassade, vor allem im Stil der deutschen Renaissance, dominiert von Giebel mit Zierfachwerk und Turmaufbau, Eingang als Sitznischenportal, im Treppenhaus originale Ausstattung mit Malerei (als Dekorationsmalerei), baugeschichtlich und künstlerisch bedeutend, als Teil von Blasewitz auch stadtentwicklungsgeschichtlich von Belang | 09212898 |
| Weitere Bilder | Villa mit Einfriedung | Brucknerstraße 26 (Karte)                                                         | um 1895 (Villa)                                                                        | charakteristisches Klinkergebäude des späten Historismus mit verschiedenfarbigen Steinen, in Anlehnung an Gotik und Renaissance gestaltet, dominiert von Eckturm und Risalit einschließlich Vorbau und Giebel, baugeschichtlich und künstlerisch bedeutend, als Teil von Blasewitz auch stadtentwicklungsgeschichtlich von Belang | 09212890 |
| Weitere Bilder | Mietshaus mit Einfriedung in offener Bebauung (Draesekestraße 1 und Tolkewitzer Straße 34) | Draesekestraße 1 (Karte)                                                          | bezeichnet 1885 (Mietshaus)                                                            | Ladeneinbau im Erdgeschoss, zeittypischer historistischer Klinker-Werkstein-Bau der Gründerzeit, dominiert von Eckturm, Belebung durch aufwendige Fassadengestaltung, baugeschichtlich und künstlerisch bedeutend, als Teil von Blasewitz auch stadtentwicklungsgeschichtlich von Belang | 09213071 |
|                | Mietshaus in geschlossener Bebauung | Draesekestraße 5 (Karte)                                                          | um 1895 (Mietshaus)                                                                    | dominiert von seitlicher Achse mit Turmaufbau, gestalterisch und dennoch selbstständige Weiterführung der Anlage Berggartenstraße 32–38, bildet mit dieser ein markantes, stadtentwicklungsgeschichtlich bedeutendes bauliches Zeugnis der Ortsentwicklung während seiner Entstehungszeit | 09213799 |
| Weitere Bilder | Mietshaus mit Einfriedung in offener Bebauung | Draesekestraße 12 (Karte)                                                         | um 1900 (Mietshaus)                                                                    | ortsbildprägendes gründerzeitliches Eckgebäude mit Doppelturmfront zur Kreuzung, baugeschichtlich und städtebaulich bedeutsam | 09213800 |
| Weitere Bilder | Mietvilla mit Einfriedung | Eichstraße 5 (Karte)                                                              | um 1890 (Mietvilla)                                                                    | klassischer Villentyp der nach 1850 in und um Dresden verbreiteten Semper-Nicolai-Schule, mit streng symmetrischer Hauptfassade, dabei Mitte betont, Akzente durch Balkon und Bauschmuck auf dem Risalit, Anwesen vor allem baugeschichtlich bedeutend, als Teil des bedeutsamen Stadtteils Blasewitz auch stadtentwicklungsgeschichtlich von Belang | 09212904 |
| Weitere Bilder | Mietvilla mit Einfriedung | Eichstraße 6 (Karte)                                                              | um 1885 (Mietvilla)                                                                    | mit markanter historisierender Fassade, Mittelrisalit mit Balkon und Giebel, einsehbare Fronten zurückhaltend und nobel zugleich, Teil von Blasewitz, baugeschichtlich, künstlerisch und stadtentwicklungsgeschichtlich bedeutsam | 09212903 |
| Weitere Bilder | Mietvilla mit Einfriedung | Eichstraße 8 (Karte)                                                              | um 1895 (Mietvilla)                                                                    | charakteristischer historistischer Bau seine Zeit, mit seiner symmetrischen Fassade und Mittelrisalit Beispiel der damals in Dresden und Umgebung um 1875 vorherrschenden Semper-Nicolai-Schule, baugeschichtlich bedeutend, zudem als Teil von Blasewitz stadtentwicklungsgeschichtlich von Belang | 09212906 |
| Weitere Bilder | Villa Marie; Mon Bijou: Villa mit Einfriedung | Fährgäßchen 1 (Karte)                                                             | vor 1863 (Villa)                                                                       | heute Restaurant, eines der bedeutendsten Gebäude von Blasewitz, um das sich viele Geschichten ranken, mit Zierfachwerk, weiten Dachüberständen und Turmbau historistisch, insbesondere zwischen Schweizerhausstil und italienischer Renaissance, baugeschichtlich bedeutend, im Ensemble mit Blauem Wunder und Schillerplatz städtebaulich wertvoll, darüber hinaus als Teil von Blasewitz auch stadtentwicklungsgeschichtlich von Belang „Mon Bijou“ (dt.: „Mein Juwel“) genannt, für eine ungarische Adelsfamilie in italienischem Landhaus-Stil erbaut, z. T. mit Fachwerk, ab 1930 nach Besitzerin Marie Bieger benannt, nach 1945 Enteignung und Verfall, 1988–1990 als illegale Galerie von Blasewitzer Künstlern genutzt, Anfang der 1990er Jahre saniert, seit 1994 als italienisches Restaurant geführt, 2002 durch das Hochwasser der Elbe schwer beschädigt, 2003 wiedereröffnet | 09212656 |
|                | Villa mit freistehender Pforte und Einfriedung | Fährgäßchen 2 (Karte)                                                             | 2. Hälfte 19. Jh. (Villa)                                                              | schlichtes, aber für den Kernbereich von Blasewitz bedeutsames Gebäude mit Turmanbau, baugeschichtlich und städtebaulich bedeutend | 09213010 |
| Weitere Bilder | Ruderzentrum Blasewitz (ehem.): Sporthalle | Ferdinand-Avenarius-Straße 2 (Karte)                                              | 1970–1972 (Sporthalle)                                                                 | monolithischer Stahlbetonbau mit vier hyperbolischen Dachschalen von Ulrich Müther, Stahl-Glas-Fassaden, bedeutsamer Bau der Nachkriegsmoderne der DDR, eine der wenigen ausgeführten und noch erhaltenen Konstruktionen Müthers in Sachsen (vergleiche mit einstiger Raststätte Lonnewitz in Oschatz), von besonderer baugeschichtlicher Bedeutung. | 09301770 |
|                | Mietvilla mit Einfriedung | Forsthausstraße 9 (Karte)                                                         | um 1900 (Mietvilla)                                                                    | zeittypischer historistischer Wohnbau seiner Zeit, Mittelrisalit, seitliche Balkone, weitere Belebung durch Dekor, baugeschichtlich bedeutend, zudem als Teil von Blasewitz stadtentwicklungsgeschichtlich von Belang | 09212807 |
|                | Mietvilla mit Einfriedung | Forsthausstraße 11 (Karte)                                                        | um 1900 (Mietvilla)                                                                    | zeittypischer historistischer Wohnbau seiner Zeit, Mittelrisalit, seitliche Balkone, weitere Belebung durch Dekor, baugeschichtlich bedeutend, zudem als Teil von Blasewitz stadtentwicklungsgeschichtlich von Belang | 09212808 |
|                | Villa mit Einfriedung und Vorgarten | Frankenstraße 1 (Karte)                                                           | um 1890 (Villa)                                                                        | zeittypischer historistischer Wohnbau seiner Zeit, mit Sandstein-Werkstein-Fassade, Mittelrisalit, seitlichem Balkon einschließlich Austritt, weitere Belebung durch Dekor, baugeschichtlich bedeutend, zudem als Teil von Blasewitz stadtentwicklungsgeschichtlich von Belang | 09212861 |
|                | Villa mit Garten und Einfriedung | Frankenstraße 3 (Karte)                                                           | um 1910 (Villa)                                                                        | mit markantem Baukörper der in einem hohen Dach kulminiert und wenigem, aber akzentuierendem Dekor bemerkenswertes Beispiel der Reformarchitektur nach 1900, dabei die Fachwerk-Giebel vom englischen Landhausstil inspiriert, baugeschichtlich bedeutend, zudem als Teil von Blasewitz stadtentwicklungsgeschichtlich von Belang | 09212860 |
|                | Villa mit Einfriedung | Frankenstraße 5 (Karte)                                                           | um 1890 (Villa)                                                                        | eingeschossiger, mit seinen Symmetrien von der um 1875 in Dresden und Umgebung vorherrschenden Semper-Nicolai-Schule geprägt, baugeschichtlich bedeutend, zudem als Teil von Blasewitz stadtentwicklungsgeschichtlich von Belang | 09212858 |
|                | Villa, Wasserbecken mit Figurengruppe Leda und Schwan, Garten und Einfriedung | Frankenstraße 7 (Karte)                                                           | um 1905 (Villa)                                                                        | charakteristisches Beispiel der Reformarchitektur nach 1900, Garten mit Wegesystem, Bodenmodellierung, struktur- und raumbildender Bepflanzung und Steinsetzungen, Anwesen baugeschichtlich und gartengeschichtlich, künstlerisch und stadtentwicklungsgeschichtlich bedeutend | 09212853 |
|                | Villa von Gayl: Villa mit Tor und Einfriedung | Frankenstraße 8 (Karte)                                                           | bezeichnet 1903 (Villa)                                                                | mit markantem Baukörper der in einem hohen Dach kulminiert und wenigem, aber akzentuierendem Dekor bemerkenswertes Beispiel der Reformarchitektur nach 1900, dabei die Fachwerk-Giebel vom englischen Landhausstil inspiriert, baugeschichtlich bedeutend, zudem als Teil von Blasewitz stadtentwicklungsgeschichtlich von Belang | 09212857 |
|                | Villa mit Vorgarten, Laube sowie Pavillon im rückwärtigen Teil des Grundstücks und Einfriedung | Friedensplatz 1 (Karte)                                                           | Wetterfahne bezeichnet 1887 (Villa)                                                    | Vorgarten zeigt erhöhten Sitzplatz, Böschung mit Steinsetzung, Rasenfläche und Brunnen, charakteristisches historistisches Anwesen von Blasewitz., baugeschichtlich, künstlerisch und stadtentwicklungsgeschichtlich bedeutend | 09212829 |
|                | Villa mit Einfriedung | Friedensplatz 2 (Karte)                                                           | nach 1912 (Villa)                                                                      | in Anlehnung an den Stil englischer Landhäuser (Stil von William Morris) errichteter Bau, in dieser Form in Dresden singulär, Blasewitzer Anwesen, von baugeschichtlicher, künstlerischer und stadtentwicklungsgeschichtlicher Bedeutung von Robert Lehrecke für den Arzt Dr. Theodor Arndt erbaut, 2007–2009 denkmalgerecht saniert | 09212830 |
| Weitere Bilder | Mietvilla mit Einfriedung | Friedensplatz 4 (Karte)                                                           | um 1890 (Mietvilla)                                                                    | Wohnbau mit historistischem Dekor, in jüngerer Zeit etwas vereinfacht, als Teil des bemerkenswerten Villenvorortes Blasewitz stadtentwicklungsgeschichtlich bedeutend | 09212827 |
|                | Villa mit Einfriedung | Friedensplatz 5 (Karte)                                                           | nach 1900 (Villa)                                                                      | Wohnbau mit historistischem Dekor, in jüngerer Zeit etwas vereinfacht, als Teil des bemerkenswerten Villenvorortes Blasewitz stadtentwicklungsgeschichtlich bedeutend | 09213006 |
|                | Villa mit Einfriedung | Friedensplatz 6 (Karte)                                                           | um 1875 (Villa)                                                                        | charakteristischer Bau des frühen Historismus mit Anklängen an den Schweizerhausstil, noch als Landhaus, auffällig und typisch die offene Veranda mit Holzzierrat, baugeschichtlich wertvoll, als Teil des bedeutsamen Stadtteils Blasewitz auch stadtentwicklungsgeschichtlich von Belang | 09213001 |
|                | Haus Kuntzsch: Villa/Landhaus mit Nebengebäude, Scheune oder Remise, zwei Gartenlauben, Schalenbrunnen, Garten, Tor und Einfriedung | Fuchsstraße 3 (Karte)                                                             | nach 1860 (Villa)                                                                      | ausgewogen gestaltete Fassade der Haupthauses erinnert an schlichte klassizistische Bürgerhäuser aus der Biedermeierzeit, Anwesen um 1860 entstanden, gehört somit zur ersten eher städtisch geprägten Bebauung in Blasewitz, baugeschichtlich und stadtentwicklungsgeschichtlich bedeutend | 09212923 |
|                | Wohnanlage Fuchsstraße: Zwei Doppelwohnhäuser einer u-förmigen Wohnanlage mit drei traditionalistisch gestalteten Gebäuden, Grünbereich und verbindenden Portalen | Fuchsstraße 5; 7; 9; 11 (Karte)                                                   | um 1930 (Doppelwohnhaus)                                                               | baugeschichtlich bedeutend (siehe auch Tolkewitzer Straße 15/17) | 09212924 |
|                | Villa Dudek | Gautschweg 2 (Karte)                                                              | um 1910 (Villa)                                                                        | Villa mit Pavillon, Stützmauer, Garten und Einfriedung; massiver, repräsentativer Putzbau, belebt durch verschiedene Anbauten und noble Putzgliederung mit geometrischen Elementen sowie akzentuierender Ornamentik, wie sie für die Architektur um 1910 typisch war, dabei gestalterisch anspruchsvoll, Anwesen baugeschichtlich, künstlerisch, gartengestalterisch und landschaftsgestalterisch (prägt Blasewitzer Elbfront entscheidend mit) sowie stadtentwicklungsgeschichtlich bedeutend | 09212709 |
|                | Landhaus mit Einfriedung | Gautschweg 4 (Karte)                                                              | um 1860 (Landhaus)                                                                     | Gebäude mit Anklängen an Schweizerhausstil (Traufen mit Laubsägearbeiten), eine der ersten Sommerfrischen in Blasewitz, baugeschichtlich und stadtentwicklungsgeschichtlich bedeutend | 09212859 |
| Weitere Bilder | Weichbildstein mit Wappen und Jahreszahl | Goetheallee (Karte)                                                               | bezeichnet 1729 (Weichbildstein)                                                       | Weichbildstein Nr. 4; ortsgeschichtlich bedeutend, als älteres Zeugnis der Stadtgeschichte zudem mit Seltenheitswert | 09213786 |
| Weitere Bilder | Waldpark; Blasewitzer Waldpark- und Villenanlage (Sachgesamtheit): Einzeldenkmal der Sachgesamtheit (Obj. 09213805): Waldpark | Goetheallee (Karte)                                                               | 1869 (Waldpark)                                                                        | 23 Hektar großer gestalteter Waldpark inmitten eines Kranzes von Villenanwesen, einzigartiges Zeugnis der Garten- und Landschaftsarchitektur sowie des Städtebaus aus der zweiten Hälfte des 19. Jahrhunderts an dem die bedeutenden Gartenkünstler Hermann Sigismund Neumann, Eduard Petzold und Max Bertram mitwirkten, gartengeschichtlich, gartenkünstlerisch, landschaftsgestalterisch, städtebaulich und stadtentwicklungsgeschichtlich bedeutend, zudem in dieser Form singulär | 09306812 |
| Weitere Bilder | Villa Königsheim: Villa mit Einfriedung und Garten | Goetheallee 4 (Karte)                                                             | 1863 (Villa)                                                                           | Wohnstätte von Arthur Willibald Königsheim, dem Schöpfer der Blasewitzer Waldpark- und Villenanlage, personengeschichtlich bedeutend, als Bau des lokal bedeutenden Architekten Theodor Lehnert auch architekturhistorisch von Belang, zudem Teil des bemerkenswerten Villenvorortes Blasewitz; ursprüngliche parkartige Gartengestaltung vom preußischen Hofgärtner Neumann, seit 2003 mit Gedenktafel | 09212541 |
| Weitere Bilder | Waldeck; Blasewitzer Waldpark- und Villenanlage (Sachgesamtheit): Einzeldenkmal der Sachgesamtheit (Obj. 09213805): Villa und Villengarten sowie Einfriedung als Sachgesamtheitsteil | Goetheallee 6                                                                     | bezeichnet 1886 (Villa)                                                                | markante Stilvilla des Historismus mit Fassadengestaltung, die sich vor allem an der Deutschen Renaissance orientiert, dominiert von Eckturm und hohen Ziergiebeln, Belebung durch Fachwerk und den Wechsel von Klinker und Sandstein, baugeschichtlich und künstlerisch bedeutend, zudem im Zusammenhang mit der Waldpark- und Villenanlage von Blasewitz sowie dem gleichnamigen bemerkenswerten Villenviertel landschaftsgestalterisch und stadtentwicklungsgeschichtlich von Belang | 09212754 |
| Weitere Bilder | Sachgesamtheit Blasewitzer Waldpark- und Villenanlage mit zahlreichen Einzeldenkmalen | Goetheallee 6; 8; 10; 12; 14; 14a; 14b; 18; 20; 22; 24; 26a; 26b; 28; 28a (Karte) | 1869 (Sachgesamtheit)                                                                  | Sachgesamtheit Blasewitzer Waldpark- und Villenanlage mit folgenden Einzeldenkmalen: 23 ha großer gestalteter Waldpark inmitten des Dresdner Vorortes Blasewitz (siehe auch Einzeldenkmaldokument - Obj. 09306812) mit der angrenzenden Villenbebauung; einzigartiges Zeugnis der Garten- und Landschaftsarchitektur sowie des Städtebaus aus der zweiten Hälfte des 19. Jahrhunderts, gartengeschichtlich, gartenkünstlerisch, landschaftsgestalterisch, städtebaulich und stadtentwicklungsgeschichtlich bedeutend, zudem in dieser Form singulär. | 09213805 |
| Weitere Bilder | Mietvilla mit Einfriedung | Goetheallee 7 (Karte)                                                             | 1903–1905 (Mietvilla)                                                                  | malerischer Bau, eindrucksvolles Beispiel der Architektur um 1900, noch historistische, aber bereits mit Elementen des englischen Landhausstils, hier dem eng gestellten, senkrechten Fachwerk, baugeschichtliche und künstlerisch bedeutend, zudem im Zusammenhang mit dem bemerkenswerten Villenviertel Blasewitz stadtentwicklungsgeschichtlich von Belang | 09212755 |
| Weitere Bilder | Villa Lange: Einzeldenkmal o. g. Sachgesamtheit (Obj. 09213805): Villa, Nebengebäude, Villengarten und Einfriedung | Goetheallee 8 (Karte)                                                             | 1896/1898 (Villa)                                                                      | bemerkenswerter herrschaftlicher Wohnbau des ausgehenden 19. Jahrhunderts, Paradebeispiel des damals in der Architektur vorherrschenden Historismus, mit Turmanbau, Zierfachwerk und Schweifgiebeln vor allem in Anlehnung an die deutsche Renaissance errichtet, baugeschichtlich und künstlerisch bedeutend, zudem im Zusammenhang mit der Waldpark- und Villenanlage von Blasewitz sowie dem gleichnamigen bemerkenswerten Villenviertel landschaftsgestalterisch und stadtentwicklungsgeschichtlich von Belang | 09212756 |
| Weitere Bilder | Mietvilla mit Einfriedung | Goetheallee 9 (Karte)                                                             | 1903/1905 (Mietvilla)                                                                  | vom englischen Landhausstil beeinflusster Wohnbau um 1900 zwischen Historismus und versachlichter Architektur, auffällig das Zierfachwerk, mehrere An- und Aufbauten geben Gebäude eine bewegte Kubatur, vor allem baugeschichtlich bedeutend, zudem im Zusammenhang mit dem bemerkenswerten Villenviertel Blasewitz stadtentwicklungsgeschichtlich von Belang | 09212757 |
| Weitere Bilder | Einzeldenkmal o. g. Sachgesamtheit (Obj. 09213805): Villa, Villengarten und Einfriedung | Goetheallee 10 (Karte)                                                            | um 1900 (Villa)                                                                        | bemerkenswerter herrschaftlicher Wohnbau des ausgehenden 19. Jahrhunderts, Paradebeispiel des damals in der Architektur vorherrschenden Historismus, mit segmentbogenförmig übergiebeltem Mittelrisalit einschl. Aufsätzen und halbrund vorkragender, kleiner Terrasse, dazu aufwendigem, bewegtem Dekor zu großen Teilen neobarock gestaltet, wobei sich auch Formen der Renaissance finden, ästhetisch ansprechend, baugeschichtlich und künstlerisch bedeutend, zudem im Zusammenhang mit der Waldpark- und Villenanlage von Blasewitz sowie dem gleichnamigen bemerkenswerten Villenviertel landschaftsgestalterisch und stadtentwicklungsgeschichtlich von Belang; ab 1910 von Dr. med. Rudolf Steiner (prakt. Arzt) – nicht zu verwechseln mit dem Anthroposophen Dr. phil. Rudolf Steiner – bewohnt, nach 1990 saniert, seither Wohn- und Bürohaus | 09212759 |
| Weitere Bilder | Mietvilla mit Einfriedung | Goetheallee 11 (Karte)                                                            | 1903–1905 (Mietvilla)                                                                  | markanter Wohnbau des ausgehenden 19. Jahrhunderts, Paradebeispiel des damals in der Architektur vorherrschenden Historismus, charakteristische Klinker-Sandstein-Fassade, mit Eckbetonungen, Turmanbau, hölzernem Ziergiebel vor allem in Anlehnung an die Renaissance errichtet, baugeschichtlich bedeutend, zudem im Zusammenhang mit dem bemerkenswerten Villenviertel Blasewitz stadtentwicklungsgeschichtlich von Belang | 09212758 |
| Weitere Bilder | Einzeldenkmal o. g. Sachgesamtheit (Obj. 09213805): Villa, Villengarten und Einfriedung | Goetheallee 12 (Karte)                                                            | bezeichnet 1898–1899 (Villa)                                                           | bemerkenswerter herrschaftlicher Wohnbau des ausgehenden 19. Jahrhunderts, Paradebeispiel des damals in der Architektur vorherrschenden Historismus mit Klinker-Sandstein-Fassade, der Turm, der übergiebeltem Risalit und die markanten Anbauten bestimmend, die deutsche Renaissance dominiert als Vorbild (Roll- und Beschlag-Werk, Holzzierrat) errichtet, baugeschichtlich und künstlerisch bedeutend, zudem im Zusammenhang mit der Waldpark- und Villenanlage von Blasewitz sowie dem gleichnamigen bemerkenswerten Villenviertel landschaftsgestalterisch und stadtentwicklungsgeschichtlich von Belang | 09212753 |
| Weitere Bilder | Villa Sonnenstrahl: Mietvilla mit Einfriedung | Goetheallee 13 (Karte)                                                            | spätes 19. Jh. (Mietvilla)                                                             | markanter Wohnbau des ausgehenden 19. Jahrhunderts, Paradebeispiel des damals in der Architektur vorherrschenden Historismus, charakteristische die Klinker-Sandstein-Fassade, mit Horizontalgliederung und Eckbetonungen vor allem in Anlehnung an die italienische Renaissance errichtet, baugeschichtlich bedeutend, zudem im Zusammenhang mit dem bemerkenswerten Villenviertel Blasewitz stadtentwicklungsgeschichtlich von Belang nach 1990 saniert, seit 2003 als Villa Sonnenstrahl Nutzung durch den Förderkreis für krebskranke Kinder e. V. | 09213765 |
| Weitere Bilder | Einzeldenkmal o. g. Sachgesamtheit (Obj. 09213805): Villa und Villengarten sowie Einfriedung als Sachgesamtheitsteil | Goetheallee 14 (Karte)                                                            | 1905 (Villa)                                                                           | bemerkenswertes Beispiel eine Wohngebäudes der Reformarchitektur kurz nach 1900 mit markantem Baukörper der in einem hohen Dach kulminiert und akzentuierenden Gliederungs- und Schmuckelementen, dominierte von aufragendem Eckturm, weitere Belebung durch Anbauten, baugeschichtlich und künstlerisch bedeutend, zudem im Zusammenhang mit der Waldpark- und Villenanlage von Blasewitz sowie dem gleichnamigen bemerkenswerten Villenviertel landschaftsgestalterisch und stadtentwicklungsgeschichtlich von Belang | 09212751 |
| Weitere Bilder | Einfriedung | Goetheallee 14a; 14b (Karte)                                                      | 1893–1894 (Einfriedung)                                                                | an Goetheallee und Lothringer Weg verlaufend, gehörte zum Anwesen der Villa Jacoby, aufwendig gestaltet, baugeschichtlich und städtebaulich von Bedeutung | 09306864 |
| Weitere Bilder | Mietvilla mit Einfriedung | Goetheallee 15 (Karte)                                                            | 1903/1905 (Mietvilla)                                                                  | historistischer Bau, im Zusammenhang mit dem bemerkenswerten Villenviertel Blasewitz stadtentwicklungsgeschichtlich von Belang | 09212752 |
| Weitere Bilder | Villa Schmitz: Einzeldenkmal o. g. Sachgesamtheit (Obj. 09213805): Villa, Villengarten und Einfriedung | Goetheallee 18 (Karte)                                                            | 1901–1902 (Villa)                                                                      | mit markantem Baukörper der in einem hohen Dach kulminiert und wenigem, aber akzentuierendem Dekor bemerkenswertes Beispiel der Reformarchitektur nach 1900, dabei der dominante straßenseitige Giebel mit eng gestelltem, senkrechtem Fachwerk vom englischen Landhausstil inspiriert, baugeschichtlich und künstlerisch bedeutend, zudem im Zusammenhang mit der Waldpark- und Villenanlage von Blasewitz sowie dem gleichnamigen bemerkenswerten Villenviertel landschaftsgestalterisch und stadtentwicklungsgeschichtlich von Belang von Karl Emil Scherz erbaut, 1903–1931 Wohnsitz des Fabrikanten und Kunstsammlers Oscar Schmitz, von den Nazis in den 1930er Jahren enteignet, bis 1945 NS-Schwesternheim, nach 1945 Bürohaus, später Sitz der Dresden International School, seit 2008 als Kindereinrichtung genutzt | 09212745 |
| Weitere Bilder | Doppelvilla mit Einfriedung | Goetheallee 19; 21 (Karte)                                                        | um 1910 (Villa)                                                                        | mit hohem Dach sowie zurückhaltend verwendeten Schmuck- und Gliederungselementen äußerst markantes Beispiel der kurz nach 1900 vorherrschenden Reformarchitektur, formal im Sinne des späten geometrischen Jugendstils ausgeführt, baugeschichtlich bedeutend, im Zusammenhang mit dem bemerkenswerten Villenviertel Blasewitz stadtentwicklungsgeschichtlich von Belang | 09212750 |
| Weitere Bilder | Einzeldenkmal o. g. Sachgesamtheit (Obj. 09213805): Villa und Villengarten sowie Einfriedung als Sachgesamtheitsteil | Goetheallee 20 (Karte)                                                            | vor 1875 (Villa), 1915 (Villa)                                                         | in seiner heutigen Form, mit hohem Dach sowie vergleichsweise zurückhaltend verwendeten Schmuck- und Gliederungselementen markantes Beispiel der nach 1900 vorherrschenden Reformarchitektur, auffällig durch halbrunden Vorbau, der einem älteren, offenbar schlichteren Gebäude angefügt wurde, ästhetisch ansprechend, baugeschichtlich und künstlerisch bedeutend, zudem im Zusammenhang mit der Waldpark- und Villenanlage von Blasewitz sowie dem gleichnamigen bemerkenswerten Villenviertel landschaftsgestalterisch und stadtentwicklungsgeschichtlich von Belang | 09212746 |
| Weitere Bilder | Einzeldenkmal o. g. Sachgesamtheit (Obj. 09213805): Villa, Villengarten und Einfriedung | Goetheallee 22 (Karte)                                                            | um 1895 (Villa)                                                                        | eines der aufwendigsten und großzügigsten Anwesen von Blasewitz, historisierender Bau auf hohem, massivem Sockel, zeigt für die Entstehungszeit typische Klinker-Standstein-Fassade, dominiert von Turmanbau und übergiebeltem Risalit, gestalterisch markant, baugeschichtlich und künstlerisch bedeutend, zudem als Teil der Blasewitzer Waldpark- und Villenanlage landschaftsgestalterisch bedeutend | 09212744 |
| Weitere Bilder | Villa mit Portalanlage, Einfriedung und Garten | Goetheallee 23 (Karte)                                                            | 1901 (Villa)                                                                           | aufwendiger und malerischer Jugendstilbau, bemerkenswert die Fassade mit floralem und figuralem Schmuck, im oberen Bereich des vertikal gegliederten Gebäudes Fachwerk, innen reiche Ausstattung mit Malerei aus der Entstehungszeit, baugeschichtlich und künstlerisch bedeutend, im Zusammenhang mit dem bemerkenswerten Villenviertel Blasewitz stadtentwicklungsgeschichtlich von Belang | 09212749 |
| Weitere Bilder | Villa Muttersegen: Einzeldenkmal o. g. Sachgesamtheit: Villa, Villengarten und Einfriedung (einschließlich rückwärtiger Pforte), Nebengebäude, Pavillon und seitlicher Terrasse (siehe auch Goetheallee 43 [auf der Straßenseite gegenüber] und Obj. 09305929 sowie Obj. 09213805, Goetheallee Nr. 24)                                                                            | Goetheallee 24 (Karte)                                                            | 1891–1892 (Villa)                                                                      | gestalterisch bemerkenswertes historistisches Anwesen, im Stil der Deutschen Renaissance errichtet, Arbeit des bedeutenden Büros Schilling & Graebner, von baugeschichtlicher und künstlerischer Bedeutung, Garten als Werk des bedeutenden Gartenkünstlers Max Bertram von gartenhistorischer und gartenkünstlerischer Bedeutung zeitweilig Sitz des königlich-niederländischen Generalkonsulats, 1992 bis 2014 genutzt vom Europäischen Institut für postgraduale Bildung | 09212741 |
| Weitere Bilder | Sachgesamtheit Villa Muttersegen mit folgenden Einzeldenkmalen: Villa, Villengarten und Einfriedung (einschließlich rückwärtiger Pforte), Nebengebäude, Pavillon und seitlicher Terrasse (Goetheallee 24), Gärtnerhaus mit Garten und Einfriedungsmauern (Straßenseite gegenüber: Goetheallee 43) (siehe Einzeldenkmaldokumente: Obj. 09212741 und 09212764, gleiche Anschriften) | Goetheallee 24; 43; 45 (Karte)                                                    | 1891–1892 (Villengarten/Landhausgarten)                                                | eines der bemerkenswertesten Anwesen des Ortsteils, von baugeschichtlicher, gartengeschichtlicher, künstlerischer, gartenkünstlerischer, städtebaulicher sowie landschaftsgestaltender Bedeutung | 09305929 |
| Weitere Bilder | Doppelvilla mit Einfriedung | Goetheallee 25; 27 (Karte)                                                        | um 1912 (Villa)                                                                        | charakteristisches Beispiel der versachlichten Architektur nach 1900 mit deutlichem Bezug zur Reformarchitektur, dabei auch Verwendung von stilisierten historisierende (insbesondere neoklassizistischen) Elementen oder geometrischen Jugendstilmotiven, Akzentuierung der Fassaden durch erkerartig vorspringende Fensterfronten, Giebel, Gaupen, zurückhaltende Putzgliederung usw., in den beiden Wohnungen schlichte, aber zugleich sehr noble Ausstattung mit Kassettendecken, markanten Treppengeländern, den alten Wohnungstüren usw., mglw. unter der alten Tünche noch die ursprüngliche Dekorationsmalerei (zumindest in Nummer 25), baugeschichtlich bedeutend, zudem im Zusammenhang mit dem bedeutsamen Villenvorort Blasewitz städtebaulich bedeutend | 09218991 |
| Weitere Bilder | Einzeldenkmal o. g. Sachgesamtheit (Obj. 09213805): rückwärtige Pforte im neogotischen Stil | Goetheallee 26a (Karte)                                                           | Ende 19. Jh. (Portal)                                                                  | bildete einst den rückwärtigen Zugang zum Waldpark, baugeschichtlich, künstlerisch und städtebaulich bedeutend rückwärtige Pforte zum Waldpark der 1979 durch Brand zerstörten Villa Goetheallee 26 (heute 26/26a) | 09212602 |
| Weitere Bilder | Villa Lürmann: Einzeldenkmal o. g. Sachgesamtheit (Obj. 09213805): Villa, Villengarten und Einfriedung | Goetheallee 28 (Karte)                                                            | 1903 (Villa)                                                                           | mit markantem Baukörper der in einem hohen Dach kulminiert und wenigem, aber akzentuierendem Dekor bemerkenswertes Beispiel der Reformarchitektur nach 1900, dabei die Giebel mit eng gestelltem, senkrechtem Fachwerk vom englischen Landhausstil inspiriert, baugeschichtlich und künstlerisch bedeutend, zudem im Zusammenhang mit der Waldpark- und Villenanlage von Blasewitz sowie dem gleichnamigen bemerkenswerten Villenviertel landschaftsgestalterisch und stadtentwicklungsgeschichtlich von Belang | 09212737 |
| Weitere Bilder | Villa Doehn: Villa mit Einfriedung | Goetheallee 29 (Karte)                                                            | 1903 (Villa)                                                                           | mit hohem Dach sowie zurückhaltend verwendeten, zum Teil seltenen sowie ungewöhnlich anmutenden Schmuck- und Gliederungselementen außergewöhnliches Beispiel der nach 1900 vorherrschenden Reformarchitektur, baugeschichtlich bedeutend, im Zusammenhang mit dem bemerkenswerten Villenviertel Blasewitz stadtentwicklungsgeschichtlich von Belang | 09212747 |
| Weitere Bilder | Villa Helene | Goetheallee 32 (Karte)                                                            | 1896 (Villa)                                                                           | Villa, Villengarten und Einfriedung; als weitgehend ursprünglich erhaltenes Zeugnis der Architektur des ausgehenden 19. Jahrhunderts, landhausartig, mit weiten Dachüberständen vor allem im Schweizerhausstil gestaltet, baugeschichtlich bedeutend, zudem innerhalb des Villenvororts Blasewitz von stadtentwicklungsgeschichtlichem Wert | 09212732 |
| Weitere Bilder | Wohnhaus mit Anbau | Goetheallee 32a (Karte)                                                           | 1959–1960 (Wohnhaus)                                                                   | traditioneller und zugleich moderner Bau am Übergang von Nationaler Bautradition und Nachkriegsmoderne, fügt sich gut ein in Villenbebauung an der Straße, baugeschichtlich und stadtentwicklungsgeschichtlich bedeutend. | 09306865 |
| Weitere Bilder | Villa/Landhaus mit Garten und Einfriedung | Goetheallee 34 (Karte)                                                            | vor 1875 (Villa)                                                                       | charakteristisches Blasewitzer Villenanwesen der ersten Bebauungsphase, mit weiten Dachüberständen und Laubsägearbeiten vor allem im Schweizerhausstil, markiert mittels Turmanbau, baugeschichtlich und stadtentwicklungsgeschichtlich bedeutend | 09212728 |
| Weitere Bilder | Villa Barteldes: Villa mit Einfriedung | Goetheallee 36 (Karte)                                                            | um 1875 (Villa)                                                                        | charakteristische Stilvilla des Historismus vor allem mit Elementen der Renaissance (Eckquaderungen), kombiniert mit rückseitigem Eckturm, baugeschichtlich von Belang, zudem im Zusammenhang mit dem bemerkenswerten Villenviertel Blasewitz städtebaulich und stadtentwicklungsgeschichtlich bedeutend, benannt nach dem Besitzer: Carl Louis Barteldes (1821–1880), Gemeinderatsmitglied. | 09212727 |
| Weitere Bilder | Villa mit Garten und Einfriedung | Goetheallee 37 (Karte)                                                            | 1928 (Villa)                                                                           | eines der bemerkenswertesten Wohngebäude um 1930 in Dresden, mit äußerste klarer und nobler Gestaltung, sparsamer Lisengliederung und traditionellem Walmdach mit Schopf, innen Teile der einstigen Ausstattung noch erhalten, baugeschichtlich und künstlerisch bedeutend, zudem im Zusammenhang mit dem bemerkenswerten Villenviertel Blasewitz stadtentwicklungsgeschichtlich von Belang | 09213774 |
| Weitere Bilder | Villa mit Einfriedung | Goetheallee 41 (Karte)                                                            | 1918 (Villa)                                                                           | traditioneller, neoklassizistischer Wohnbau um 1920 mit hohem Walmdach, seitlichen, symmetrisch angeordneten und von Säulen belebten Anbauten mit Austritt im Obergeschoss, der Fassadenschmuck schlicht und zugleich nobel, baugeschichtlich bedeutend, zudem im Zusammenhang mit dem bemerkenswerten Villenviertel Blasewitz stadtentwicklungsgeschichtlich von Belang | 09212743 |
| Weitere Bilder | Einzeldenkmal o. g. Sachgesamtheit: Gärtnerhaus der Villa Muttersegen mit Gärtnerei und Einfriedungsmauern (siehe auch Goetheallee 24 [Straßenseite gegenüber] und Obj. 09305929) | Goetheallee 43; 45 (Karte)                                                        | 1894 (Gärtneranwesen)                                                                  | Teil eines gestalterisch bemerkenswerten historistischen Anwesens, im Stil der Deutschen Renaissance errichtet, Arbeit des bedeutenden Büros Schilling & Graebner, von baugeschichtlicher, künstlerischer und gartengeschichtlicher Bedeutung saniert | 09212764 |
| Weitere Bilder | Villa Dittmayer: Villa mit Einfriedung | Goetheallee 47 (Karte)                                                            | um 1910 (Villa)                                                                        | mit hohem Dach sowie zurückhaltend verwendeten Schmuck- und Gliederungselementen markantes Beispiel der kurz nach 1900 vorherrschenden Reformarchitektur, baugeschichtlich bedeutend, zudem im Zusammenhang mit dem bemerkenswerten Villenviertel Blasewitz stadtentwicklungsgeschichtlich von Belang | 09212740 |
| Weitere Bilder | Villa Gottessegen: Villa mit rückwärtigem Taubenschlag und Einfriedung einschließlich Eingangspforte | Goetheallee 49 (Karte)                                                            | bezeichnet 1898 (Villa), 1898 (Taubenhaus)                                             | repräsentative Historismusvilla mit Anklängen an Heimatstil, innen originales Interieur (unter anderem Stuckdekor), baugeschichtlich und künstlerisch bedeutend, als Teil von Blasewitz auch und stadtentwicklungsgeschichtlich von Belang | 09212739 |
| Weitere Bilder | Mietvilla mit Garten und Einfriedung | Goetheallee 51 (Karte)                                                            | 1899–1900, bezeichnet 1899 (Villa)                                                     | mglw. zeitweilig auch Wohnhaus von Paul Wallot, gestalterisch aufwendige Villa der Jahrhundertwende mit Anklängen an Heimatstil und Englischen Landhausstil sowie historisierenden Elementen, der teilweise florale und figurale Schmuck konzentriert sich auf Risaliten, Giebeln sowie Anbauten, Akzente setzen Bereiche mit Zierfachwerk, innen mindestens noch Teile der ursprünglichen Ausstattung, baugeschichtlich, künstlerisch, personengeschichtlich ? bedeutend, zudem im Zusammenhang mit dem bemerkenswerten Villenviertel Blasewitz stadtentwicklungsgeschichtlich von Belang u. a. von Oskar Menzel für den Rentier Theodor Grimme erbaut, Fassade mit Holzschnitzerei „Adam und Eva“ | 09213103 |
| Weitere Bilder | Wohnhaus und Einfriedung in offener Bebauung | Goetheallee 53 (Karte)                                                            | um 1900 (Wohnhaus)                                                                     | ursprünglich wohl Gärtner- oder Kutscherhaus der Villa Vogesenweg 1, typisches historistisches Nebengebäude seiner Zeit, gestalterisch durch Zierfachwerk aufgewertet, baugeschichtlich bedeutend, zudem im Zusammenhang mit dem bemerkenswerten Villenviertel Blasewitz stadtentwicklungsgeschichtlich von Belang | 09213104 |
| Weitere Bilder | Villa Weigang | Goetheallee 53b; 55 (Karte)                                                       | 1894–1895 (Villa), 1894–1895 (Malerei)                                                 | Villa mit Villengarten und Einfriedung (einschließlich Gartenstück und Einfriedung auf den Flst. 263a und 264f sowie Einfriedung und Gartenstück Goetheallee 53b, Flst. 264/4); anfänglich wohl Wohnhaus des Architekten Max Georg Poscharsky, als sehr aufwendige, außen und innen weitestgehend ursprünglich erhaltene und fast einzige Historismusvilla in Dresden mit flächiger Fassadenmalerei (in Dresden noch an Österreicher Straße 18, in Meißen an Neugasse 19, als keramisches Wandbild an Bahnhofstraße 2b in Zwickau) von singulärer baugeschichtlicher und künstlerischer Bedeutung. | 09212731 |
| Weitere Bilder | Villa Baumann: Villa mit einem Nebengebäude, großer Gartenanlage und Einfriedung | Goetheallee 57 (Karte)                                                            | 1865 (Villa), 1873–1882 (Villengarten/Landhausgarten)                                  | eine der beeindruckendsten Villenanlagen von Blasewitz mit historisierenden Hochbauten und dem Großteil der originalen Gartenarchitekturen, die Villa mit aufwendiger Fassadengestaltung und reicher Ausstattung, baugeschichtlich und künstlerisch bedeutend, zudem im Zusammenhang mit dem bemerkenswerten Villenviertel Blasewitz stadtentwicklungsgeschichtlich von Belang 1883 Umbau und Erweiterung mit Bauten von Hermann Nicolai als Vorbild, seither mit Turm | 09212729 |
| Weitere Bilder | Villa mit Garten und Einfriedung | Goetheallee 61 (Karte)                                                            | um 1910 (Villa)                                                                        | gestalterisch qualitätvoller Wohnbau aus dem Anfang des 20. Jahrhunderts mit schlichter neobarocker Fassade, dazu weitgehend erhaltene Gartenanlage, baugeschichtlich, gartenkünstlerisch bedeutsam, zudem im Zusammenhang mit dem bemerkenswerten Villenviertel Blasewitz stadtentwicklungsgeschichtlich von Belang | 09213798 |
| Weitere Bilder | Wohnhaus mit Einfriedung | Goetheallee 63 (Karte)                                                            | um 1870 (Villa)                                                                        | schlichter Rechteckbau mit Satteldach, nach der Jahrhundertwende durch Anbauten (z. B. rückwärtige Holzveranda) überformt und Diele durch Gestaltung im Maurischen Stil bereichert, im Zusammenhang mit dem bemerkenswerten Villenviertel Blasewitz stadtentwicklungsgeschichtlich von Belang, aufgrund der Dielengestaltung mit Seltenheitswert, diese künstlerisch bedeutend | 09213796 |
|                | Landhaus mit Einfriedung | Gustav-Freytag-Straße 6 (Karte)                                                   | um 1885 (Landhaus)                                                                     | Art Landhaus, schlichter historistischer Wohnbau um 1875, der Dachüberstand mit Laubsägearbeiten an der offenen Veranda erinnert an den Schweizerhausstil, baugeschichtlich und als Teil von Neugruna stadtentwicklungsgeschichtlich bedeutend | 09213082 |
|                | Mietvilla mit Einfriedung | Gustav-Freytag-Straße 7 (Karte)                                                   | um 1900 (Mietvilla)                                                                    | gestalterisch vereinfachter, aber immer noch auffälliger historistischer Wohnbau des ausgehenden 19. Jahrhunderts, baugeschichtlich von Belang, zudem als Teil von Neugruna stadtentwicklungsgeschichtlich bedeutend | 09213084 |
|                | Landhaus mit Pfeilern der Einfriedung | Gustav-Freytag-Straße 8 (Karte)                                                   | um 1885 (Landhaus)                                                                     | Art Landhaus, schlichter historistischer Wohnbau um 1875, der Dachüberstand mit Laubsägearbeiten an der offenen Veranda erinnert an den Schweizerhausstil, baugeschichtlich und als Teil von Neugruna stadtentwicklungsgeschichtlich bedeutend | 09213083 |
|                | Mietvilla mit Teilen der Einfriedung | Gustav-Freytag-Straße 11 (Karte)                                                  | um 1905 (Mietvilla)                                                                    | mit hohem Dach und beinahe schmuckloser, versachlichter Fassade Bau der Reformarchitektur nach 1900, als Teil von Neugruna stadtentwicklungsgeschichtlich bedeutend | 09213085 |
|                | Mietvilla mit Einfriedung | Gustav-Freytag-Straße 15 (Karte)                                                  | um 1900 (Mietvilla)                                                                    | gestalterisch etwas vereinfachter, aber immer noch auffälliger historistischer Wohnbau des ausgehenden 19. Jahrhunderts, mit einer Vielzahl von schmückenden Fassadenelementen, baugeschichtlich bedeutend, zudem als Teil von Neugruna stadtentwicklungsgeschichtlich von Belang | 09213086 |
|                | Mietvilla mit Nebengebäude und Einfriedung | Gustav-Freytag-Straße 21 (Karte)                                                  | um 1900 (Mietvilla)                                                                    | historistischer Wohnbau des ausgehenden 19. Jahrhunderts, auffällig die mittige, offene Veranda an der Straßenseite, baugeschichtlich von Belang, als Teil von Neugruna stadtentwicklungsgeschichtlich bedeutend | 09212997 |
|                | Mietvilla mit Einfriedung | Gustav-Freytag-Straße 23 (Karte)                                                  | um 1910 (Mietvilla)                                                                    | markantes Beispiel der nach 1900 vorherrschenden Reformarchitektur, sachlich-zurückhaltende Baugestaltung mit neoklassizistischen Anklängen, wie den Lisenen am Mittelrisalit, der akzentuierende Dekor stilisierend, baugeschichtlich bedeutend | 09212996 |
|                | Landhaus mit Einfriedung | Gustav-Freytag-Straße 25 (Karte)                                                  | um 1890 (Landhaus)                                                                     | noch eingeschossiges bis anderthalbgeschossiges Wohnhaus im Schweizerhausstil, sicher eines der ältesten im Quartier, nach wie vor malerische Wirkung durch die Laubsägearbeiten an den Giebeln, authentisch, baugeschichtlich bedeutend, als Teil von Neugruna stadtentwicklungsgeschichtlich von Belang | 09212995 |
|                | Villa mit Einfriedung | Gustav-Freytag-Straße 28 (Karte)                                                  | um 1875 (Villa), ab 1900 (Einfriedung)                                                 | zweigeschossige landhausartige Villa, die gestalterisch hervorgehobene Holzveranda mit Anklängen an Schweizerhausstil, die Einfriedung in Jugendstilformen, baugeschichtlich und stadtentwicklungsgeschichtlich bedeutend | 09213042 |
|                | Villa mit Einfriedung | Händelallee 1 (Karte)                                                             | um 1890 (Villa)                                                                        | historistischer Bau, auffällig die zurückhaltende, aber ansprechende Fassadengestaltung, im Zusammenhang mit dem bemerkenswerten Villenviertel Blasewitz stadtentwicklungsgeschichtlich von Belang | 09212760 |
|                | Villa mit Einfriedung | Händelallee 2 (Karte)                                                             | um 1910 (Villa)                                                                        | im Inneren große Hallendiele mit original erhaltenen Geländern, zudem Stuckdekor, charakteristischer Wohnbau der versachlichten Architektur nach 1900 mit hohem Dach, dominierenden Giebeln und zurückhaltendem, akzentuierenden Schmuck, baugeschichtlich und künstlerisch bedeutend, im Zusammenhang mit dem bemerkenswerten Villenviertel Blasewitz stadtentwicklungsgeschichtlich von Belang | 09212761 |
|                | Einzeldenkmal o. g. Sachgesamtheit (Obj. 09213805): Villa sowie Garten und Einfriedung als Sachgesamtheitsteile | Händelallee 3 (Karte)                                                             | spätes 19. Jh. (Villa)                                                                 | Wohnbau kurz vor 1900, späthistoristisch, Landhausstil, auffällig das Zierfachwerk, mehrere An- und Aufbauten geben Gebäude eine bewegte Kubatur, baugeschichtlich bedeutend, im Zusammenhang mit dem bemerkenswerten Villenviertel Blasewitz stadtentwicklungsgeschichtlich von Belang | 09212803 |
|                | Villa mit Einfriedung | Händelallee 4 (Karte)                                                             | 1913 (Villa)                                                                           | mit hohem Dach sowie zurückhaltend verwendeten Schmuck- und Gliederungselementen markantes Beispiel der nach 1900 vorherrschenden Reformarchitektur, formal im Sinne des Neoklassizismus (Lisenen), mit Elementen des Zopfstils, wie Fruchtgehängen, ausgeführt, baugeschichtlich bedeutend, im Zusammenhang mit dem bemerkenswerten Villenviertel Blasewitz stadtentwicklungsgeschichtlich von Belang | 09212799 |
|                | Villa mit Einfriedung | Händelallee 6 (Karte)                                                             | 1896 (Villa)                                                                           | markanter Wohnbau der späten Gründerzeit mit reicher, historistischer Fassade, im Stil der deutschen Renaissance ausgeführt, dominiert von markanter Eckgestaltung mit Dachhaube, Zierfachwerk und Loggia einschl. Säule, darüber hinaus Eckbetonungen und Drempelmalerei, baugeschichtlich und künstlerisch bedeutend, zudem als Teil von Blasewitz stadtentwicklungsgeschichtlich von Belang | 09212800 |
|                | Villa Kraft: Villa | Händelallee 8 (Karte)                                                             | 1895–1896 (Villa)                                                                      | Bau der Firma Schilling & Graebner, Fassade etwas vereinfacht, dennoch die vor allen historistische und für die Entstehungszeit des Baus typische Gestaltung erkennbar, baugeschichtlich von Belang, zudem als Teil von Blasewitz stadtentwicklungsgeschichtlich bedeutend | 09212801 |
|                | Villa Königsheim: Villa mit Anbau | Händelallee 10 (Karte)                                                            | spätes 19. Jh. (Villa)                                                                 | erbaut für Johannes Alfons Eusebius Königsheim, Oberregierungsrat, ein Sohn von Arthur Willibald Königsheim, personengeschichtlich bedeutend, zudem als Teil von Blasewitz stadtentwicklungsgeschichtlich von Belang | 09212802 |
|                | Einzeldenkmal o. g. Sachgesamtheit (Obj. 09213805): Mietvilla sowie Garten und Einfriedung als Sachgesamtheitsteile | Händelallee 11                                                                    | spätes 19. Jh. (Mietvilla)                                                             | historistischer Bau, im Zusammenhang mit dem bemerkenswerten Villenviertel Blasewitz stadtentwicklungsgeschichtlich von Belang | 09212805 |
|                | Villa Stock: Villa mit Garten und Einfriedung | Händelallee 14 (Karte)                                                            | 1870 (Villa)                                                                           | eines der bemerkenswertesten historistischen Wohngebäude von Blasewitz, mit für Dresden seltenem Bezug zur französischen Renaissance, markante Klinker-Sandstein-Fassaden, belebt von Holzzierrat und anderweitigem Dekor, vor allem baugeschichtlich und künstlerisch bedeutend, zudem im Zusammenhang mit dem bemerkenswerten Villenviertel Blasewitz stadtentwicklungsgeschichtlich von Belang Landhaus von Franz Albert Stock und von ihm selbst bewohnt, wenige Jahre nach der Errichtung um zweigeschossigen Anbau erweitert | 09212804 |
|                | Villa | Hans-Böhm-Straße 2 (Karte)                                                        | um 1875 (Villa)                                                                        | ein 1879 schon bestehender historistischer, genauer wohl spätklassizistischer Bau, der gegen 1910 in versachlichter Form umgestaltet wurde, Zeugnis der Architektur der Entstehungszeit und der Umbauphase, kurze Zeit Wohnstätte des Komponisten Reinhold Becker, baugeschichtlich und personengeschichtlich bedeutend sowie im Zusammenhang mit Blasewitz stadtentwicklungsgeschichtlich von Belang | 09212733 |
|                | Mietvilla mit Garten und Einfriedung | Hans-Böhm-Straße 3 (Karte)                                                        | 1898–1899 (Mietvilla)                                                                  | charakteristischer Wohnbau des Historismus um 1900 mit verschiedene Stilvorbildern, mittiger Erker, Vorbauten und Giebel im Sinne der Renaissance, Detailformen auch klassizistisch, in jüngerer Zeit wohl etwas vereinfacht, baugeschichtlich bedeutend, zudem im Zusammenhang mit Blasewitz stadtentwicklungsgeschichtlich von Belang | 09212726 |
|                | Villa mit Einfriedung | Hans-Böhm-Straße 5 (Karte)                                                        | 1897–1898 (Villa)                                                                      | charakteristischer, historistischer Wohnbau kurz vor 1900, mit der Dreiteilung der Fassade noch Beispiel der in und um Dresden im letzten Drittel des 19. Jahrhunderts vorherrschenden Semper-Nicolai-Schule, Dekor streng und akzentuierend, baugeschichtlich bedeutend, zudem im Zusammenhang mit Blasewitz stadtentwicklungsgeschichtlich von Belang | 09212725 |
|                | Villa mit Anbauten, dazu Gartenhaus oder Remise, Eckpavillon, Garten und Einfriedung | Heinrich-Schütz-Straße 1; 1a (Karte)                                              | nach 1913 (Villa)                                                                      | markanter barockisierender Bau, Eingangsbereich hervorgehoben, im Innern bemerkenswerte, expressionistisch gestaltete Stuckdecken, als qualitätvoller Bau der Architektur nach 1900 (wohl der 1920er Jahre) baugeschichtlich, gartenkünstlerisch und künstlerisch von Wert, zudem als Teil von Blasewitz städtebaulich bedeutsam | 09213075 |
|                | Villa Dora: Villa einschl. Einfriedung und Vorgarten | Heinrich-Schütz-Straße 6 (Karte)                                                  | spätes 19. Jh. (Villa)                                                                 | nobler Historismusbau mit ausgewogen gestalteter Fassade, Akzente durch Bogenöffnungen im Obergeschoss, Mäanderfries im Kniestockbereich usw., baugeschichtlich, künstlerisch und städtebaulich bedeutend | 09213078 |
|                | Mietvilla mit Einfriedung | Heinrich-Schütz-Straße 8 (Karte)                                                  | spätes 19. Jh. (Mietvilla)                                                             | charakteristisches historisierendes Gebäude aus dem späten 19. Jahrhundert, dominiert von seitlicher Balkonachse, Belebung durch verschiedene, bauzeitliche Schmuck- und Gliederungselemente, architekturgeschichtlich bedeutend, zudem als Teil des einstigen Villenvorortes Blasewitz stadtentwicklungsgeschichtlich von Belang | 09213766 |
| Weitere Bilder | Gasthausanbau | Heinrich-Schütz-Straße 11 (Karte)                                                 | um 1895 (Gasthaus)                                                                     | eingeschossig, Klinkerbau mit Fachwerkzier, als historisches Lokal mit authentischem Erscheinungsbild und originaler Substanz, baugeschichtlich, aber vor allem ortsgeschichtlich bedeutend | 09213080 |
|                | Häuserzeile mit vier Gebäuden in halboffener Bebauung | Heinrich-Schütz-Straße 17; 19; 21; 21b (Karte)                                    | um 1930 (Wohnhaus)                                                                     | charakteristische traditionalistische Architektur um 1930, die Treppenhausachsen gestalterisch hervorgehoben, weitere Akzente durch Klappläden im Erdgeschoss, baugeschichtlich bedeutend | 09213790 |
| Weitere Bilder | Alexander-Frantz-Sternwarte: Sternwarte mit ursprünglicher Ausstattung | Hofmannstraße 11 (Karte)                                                          | bis 1922 (Sternwarte)                                                                  | älteste in Dresden, technikgeschichtlich bedeutend, mit Seltenheitswert, zudem gestalterisch auffällig und von Belang für das Ortsbild (älteste private Sternwarte Europas) | 09212967 |
| Weitere Bilder | Mietvilla mit Einfriedung | Hofmannstraße 12 (Karte)                                                          | spätes 19. Jh. (Mietvilla)                                                             | historisierender Bau mit vielfältigem Schmuck, wie Giebeln, Voluten, Aufsätzen, Eckbetonungen, Ziergitter, markanter Anbau, vor allem an der Deutschen Renaissance orientiert, baugeschichtlich und künstlerisch bedeutend, als Teil von Neugruna stadtentwicklungsgeschichtlich von Belang | 09213043 |
|                | Mietshaus mit Einfriedung in Ecklage und offener Bebauung | Hofmannstraße 21 (Karte)                                                          | spätes 19. Jh. (Mietshaus)                                                             | als Teil des Quartiers Neugruna stadtentwicklungsgeschichtlich bedeutend | 09213026 |
|                | Mietvilla | Hofmannstraße 23 (Karte)                                                          | spätes 19. Jh. (Mietvilla)                                                             | historisierender Bau mit vielfältigen Schmuck- und Gliederungselementen, dominiert von übergiebeltem Mittelrisalit, baugeschichtlich bedeutend, als Teil von Neugruna zudem stadtentwicklungsgeschichtlich von Belang | 09213024 |
| Weitere Bilder | 32. Bezirksschule; 32. Grund- und Mittelschule: Schule sowie Treppenanlagen und Einfriedung | Hofmannstraße 34 (Karte)                                                          | 1907–1909 (Schule)                                                                     | monumentaler Gebäudekomplex über L-förmigem Grundriss mit Anbauten, besondere Wirkung mittels der hohen ausgebauten Dächer, gestalterische Akzente setzen insbesondere der bauplastische Schmuck und zwei Mosaikdarstellungen, baugeschichtlich, künstlerisch und ortsgeschichtlich bedeutend nach Entwürfen von Hans Erlwein erbaut, 1992–1995 saniert, heute 32. Grund- und Oberschule „Sieben Schwaben“ | 09212985 |
|                | Doppelwohnhaus mit Einfriedung | Hofmannstraße 37; 39 (Karte)                                                      | bezeichnet 1911 (Villa)                                                                | markantes Wohngebäude der frühen Sachlichkeit Anfang des 20. Jahrhunderts mit historisierenden Motiven und Jugendstilelementen, die vor allem die hervorgehobenen Bauteile gestalterisch in Szene setzen, baugeschichtlich und künstlerisch von Wert, als Teil von Neugruna stadtentwicklungsgeschichtlich bedeutend | 09212994 |
|                | Mietvilla mit Einfriedung | Hofmannstraße 41 (Karte)                                                          | um 1910 (Mietvilla)                                                                    | Wohngebäude der frühen Sachlichkeit Anfang des 20. Jahrhunderts mit Elementen des späten Jugendstil, die vor allem die hervorgehobenen Bauteile in Szene setzen, so Traufunterseitenmalerei, baugeschichtlichvon Wert, als Teil von Neugruna stadtentwicklungsgeschichtlich bedeutend | 09212993 |
|                | Mietvilla mit Einfriedung | Hofmannstraße 46 (Karte)                                                          | spätes 19. Jh. (Mietvilla)                                                             | aufwendig gestalteter Wohnbau des Historismus, mit Schweifgiebel und Eckturm vor allem in Anlehnung an die Deutsche Renaissance ausgeführt, baugeschichtlich von Wert, als Teil von Neugruna stadtentwicklungsgeschichtlich bedeutend | 09212991 |
|                | Villa mit Einfriedung | Hofmannstraße 47 (Karte)                                                          | um 1875 (Villa)                                                                        | charakteristischer Bau des frühen Historismus mit Anklängen an den Schweizerhausstil, noch als Landhaus, auffällig und typisch die offene, zweigeschossige Veranda, baugeschichtlich von Wert, als Teil von Neugruna stadtentwicklungsgeschichtlich bedeutend | 09213108 |
| Weitere Bilder | Mietshaus in Ecklage und geschlossener Bebauung | Hüblerstraße 1 (Karte)                                                            | 1899 (Mietshaus)                                                                       | mit Ladenzone im Erdgeschoss, repräsentativer Bau im Stil der deutschen Renaissance mit Eckerkern, Dachreiter, Giebeln, Balkonen und reichem Fassadenschmuck, eines der aufwendigsten Gebäude am Schillerplatz, baugeschichtlich, künstlerisch und städtebaulich bedeutend | 09212672 |
| Weitere Bilder | Mietshaus mit Ladenzone im Erdgeschoss in Ecklage und geschlossener Bebauung | Hüblerstraße 2 (Karte)                                                            | 1899 (Mietshaus)                                                                       | repräsentativer Bau im Stil der Deutschen Renaissance mit Eckturm, Giebeln, Balkonen und reichem Fassadenschmuck, eines der aufwendigsten Gebäude am Schillerplatz, baugeschichtlich, künstlerisch und städtebaulich bedeutend | 09212673 |
| Weitere Bilder | Mietshaus in geschlossener Bebauung | Hüblerstraße 3 (Karte)                                                            | 1899 (Mietshaus)                                                                       | mit Ladenzone im Erdgeschoss, repräsentativer Bau im Stil der Deutschen Renaissance mit Giebel, Balkonen, Erker und aufwendigem Fassadenschmuck, baugeschichtlich und künstlerisch bedeutend, zudem im Zusammenhang mit Blasewitz stadtentwicklungsgeschichtlich von Belang | 09212674 |
| Weitere Bilder | Mietvilla einschließlich Einfriedung | Hüblerstraße 15 (Karte)                                                           | um 1900 (Mietvilla)                                                                    | markanter repräsentativer Bau der Jahrhundertwende mit neobarocken Gestaltungselementen, baugeschichtlich bedeutsam, zudem im Zusammenhang mit Blasewitz stadtentwicklungsgeschichtlich von Belang | 09212675 |
| Weitere Bilder | Wohnhaus mit Einfriedung in offener Bebauung | Hüblerstraße 21 (Karte)                                                           | um 1900 (Wohnhaus)                                                                     | als eines der ersten, noch eingeschossigen Landhäuser von Blasewitz stadtentwicklungsgeschichtlich bedeutend | 09212914 |
| Weitere Bilder | Wohnhaus mit Nebengebäude (Garage) und Einfriedung | Hüblerstraße 21a (Karte)                                                          | bezeichnet 1937 (Wohnhaus)                                                             | klassischer, traditioneller Rechteckbau mit Walmdach um 1935, belebt von Segmentbogenöffnungen, Klappläden, hervorgehobenem Eingang und Ziergittern, erbaut durch Maximilian Heinsius von Mayenburg, nach dem Vorbild der Häuser Paul Schmitthenners, eines führenden Architekten jener Zeit, baugeschichtlich bedeutend, zudem im Zusammenhang mit Blasewitz stadtentwicklungsgeschichtlich von Belang | 09212915 |
| Weitere Bilder | Villa Wolff: Villa mit Einfriedung und Putto | Hüblerstraße 24 (Karte)                                                           | 1907 (Villa)                                                                           | mit Walmdach und sparsam, aber akzentuierend und fantasievoll eingesetzten Schmuck- und Gliederungselementen typisches sowie ganz individuelles Beispiel der Reformarchitektur nach 1900, Einfriedung mit Pforte und Puttofigur trägt zur unverwechselbaren Wirkung des Anwesens bei, baugeschichtlich und künstlerisch bedeutend sowie im Zusammenhang mit Blasewitz stadtentwicklungsgeschichtlich von Belang | 09212881 |
| Weitere Bilder | Mietvilla mit Einfriedung | Hüblerstraße 25 (Karte)                                                           | vor 1881 (Mietvilla)                                                                   | schlichter historistischer Bau mit markanten Details, im Zusammenhang mit Blasewitz stadtentwicklungsgeschichtlich von Belang | 09212909 |
| Weitere Bilder | Villa Agnes | Hüblerstraße 31 (Karte)                                                           | um 1870 (Villa)                                                                        | Villa/Wohnhaus mit Einfriedung und Ecklaube; wohl mit Atelier (darauf deutet große Fenster), eigenwillig gestalteter historistischer Bau mit Stufengiebeln (stilisiert, früher wohl mit Aufsätzen), auffällig auch die Sandsteinfronten, zeitweilig offenbar Wohnstätte des Kunstmalers Otto Rossow, baugeschichtlich und personengeschichtlich bedeutend, zudem im Zusammenhang mit Blasewitz stadtentwicklungsgeschichtlich von Belang | 09212883 |
| Weitere Bilder | Wohnhaus und Einfriedung in offener Bebauung | Hüblerstraße 35 (Karte)                                                           | Ende 19. Jh. (Wohnhaus)                                                                | im Zusammenhang mit Blasewitz stadtentwicklungsgeschichtlich von Belang | 09212882 |
| Weitere Bilder | Villa mit Garten und Einfriedung | Hüblerstraße 39 (Karte)                                                           | spätes 19. Jh. (Villa)                                                                 | landhausartiger Bau über unregelmäßigem Grundriss, belebt mittels Turm, baugeschichtlich bedeutend, im Zusammenhang mit Blasewitz stadtentwicklungsgeschichtlich von Belang Wohl Schweizerhausstil? | 09213067 |
|                | Doppelwohnhaus in offener Bebauung | Jüngststraße 6; 8 (Karte)                                                         | um 1865 (Doppelwohnhaus)                                                               | charakteristisches, schlichtes Blasewitzer Anwesen aus der Mitte des 19. Jahrhunderts, baugeschichtlich und stadtentwicklungsgeschichtlich von Wert | 09212852 |
|                | Mietvilla mit Einfriedung | Jüngststraße 12 (Karte)                                                           | um 1895 (Mietvilla)                                                                    | historistischer Wohnbau vor 1900, mit der Dreiteilung der Fassade noch Beispiel der in und um Dresden im letzten Drittel des 19. Jahrhunderts vorherrschenden Semper-Nicolai-Schule, baugeschichtlich bedeutend, zudem im Zusammenhang mit Blasewitz stadtentwicklungsgeschichtlich von Belang | 09213052 |
| Weitere Bilder | Mietshaus in Ecklage und offener Bebauung | Jüngststraße 14 (Karte)                                                           | spätes 19. Jh. (Mietshaus)                                                             | historisierender Bau, baugeschichtlich und stadtentwicklungsgeschichtlich bedeutend | 09212936 |
| Weitere Bilder | Wohnhaus mit Hintergebäude, in offener Bebauung | Jüngststraße 16 (Karte)                                                           | um 1865 (Wohnhaus)                                                                     | charakteristisches Blasewitzer Anwesen aus der Mitte des 19. Jahrhunderts, baugeschichtlich und stadtentwicklungsgeschichtlich bedeutsam | 09213054 |
| Weitere Bilder | Mietshaus mit Einfriedung in Ecklage und offener Bebauung | Jüngststraße 17 (Karte)                                                           | spätes 19. Jh. (Mietshaus)                                                             | typischer historistischer Bau des ausgehenden 19. Jahrhunderts, dominiert von Eckturm und seitlichen Risaliten, baugeschichtlich bedeutend, zudem im Zusammenhang mit Blasewitz stadtentwicklungsgeschichtlich von Belang | 09212934 |
| Weitere Bilder | Wohnhaus in offener Bebauung | Jüngststraße 18 (Karte)                                                           | bezeichnet 1862 (Wohnhaus)                                                             | charakteristisches Blasewitzer Anwesen aus der Mitte des 19. Jahrhunderts, baugeschichtlich und stadtentwicklungsgeschichtlich bedeutend | 09213053 |
| Weitere Bilder | Mietvilla mit Einfriedung | Jüngststraße 22 (Karte)                                                           | 1905 (Mietvilla)                                                                       | mit hohem Dach und sparsam eingesetzten Schmuck- und Gliederungselementen Beispiel der nach 1900 vorherrschenden Reformarchitektur, baugeschichtlich bedeutend, zudem im Zusammenhang mit Blasewitz stadtentwicklungsgeschichtlich von Belang | 09213051 |
| Weitere Bilder | Mietvilla mit Einfriedung | Jüngststraße 24 (Karte)                                                           | 1903 (Mietvilla)                                                                       | mit hohem Dach und sparsam eingesetzten Schmuck- und Gliederungselementen Beispiel der nach 1900 vorherrschenden Reformarchitektur, vereinzelt von Jugendstil-Elementen belebt, baugeschichtlich bedeutend, zudem im Zusammenhang mit Blasewitz stadtentwicklungsgeschichtlich von Belang | 09213049 |
| Weitere Bilder | Mietvilla | Jüngststraße 25 (Karte)                                                           | 1890/1895 (Mietvilla)                                                                  | historistischer Klinker-Werkstein-Bau insbesondere im Stil der deutschen oder nordeuropäischen Renaissance mit übergiebeltem Risalite, Eckbetonungen, kleinem Turmanbau und weiteren Gestaltungselementen, baugeschichtlich bedeutend, zudem im Zusammenhang mit Blasewitz stadtentwicklungsgeschichtlich von Belang | 09213050 |
| Weitere Bilder | Mietvilla mit Einfriedung | Jüngststraße 27 (Karte)                                                           | 1890/1895 (Mietvilla)                                                                  | historistischer Klinker-Werkstein-Bau insbesondere im Stil der deutschen oder nordeuropäischen Renaissance mit übergiebeltem Risalite und weiteren Gestaltungselementen, baugeschichtlich bedeutend, zudem im Zusammenhang mit Blasewitz stadtentwicklungsgeschichtlich von Belang | 09213048 |
| Weitere Bilder | Postamt 53: Postgebäude in Ecklage | Justinenstraße 1 (Karte)                                                          | 1890–1891 (Post)                                                                       | wohl die aufwendigste und am besten erhaltene historistische Post von Dresden, bemerkenswerte Klinker-Sandstein-Fassade, belebt von vielen Schmuck- und Gliederungselementen, auffällig die weiten Dachüberstände mit Holzzier, vor allem baugeschichtlich und künstlerisch bedeutend im Landhausstil erbaut, nach 1990 Schließung der Post, heute Geschäftsraum einer Weinhandlung | 09212679 |
| Weitere Bilder | Haus Aurig: Villa mit Einfriedung | Justinenstraße 2 (Karte)                                                          | 1894–1895 und bezeichnet 1895 (Villa)                                                  | früher auch Atelier für Fotografie James Aurig, typischer historistischer Bau des ausgehenden 19. Jahrhunderts, dominiert von höherem Mittelrisalit, Belebung vor allem durch Renaissanceformen (Eckbetonungen und Fensterrahmen), baugeschichtlich bedeutend, zudem im Zusammenhang mit Blasewitz stadtentwicklungsgeschichtlich von Belang von Karl Emil Scherz erbaut, 1915–1964 auch Sitz des Kirchlichen Kunstverlags von Dresden | 09212681 |
| Weitere Bilder | Haus Ulbricht: Villa und Einfriedung | Justinenstraße 4 (Karte)                                                          | 1895–1896 (Villa)                                                                      | markanter historistischer Bau, der nach 1900 wohl in Teilen überformt wurde, baugeschichtlich bedeutend, zudem im Zusammenhang mit Blasewitz stadtentwicklungsgeschichtlich von Belang | 09212682 |
|                | Doppelvilla mit Einfriedung | Justinenstraße 5; 7 (Karte)                                                       | um 1895, Doppelvilla (Villa)                                                           | historistischer Klinker-Werkstein-Bau insbesondere im Stil der deutschen oder nordeuropäischen Renaissance, dominiert von Doppelturmfront, baugeschichtlich bedeutend, zudem im Zusammenhang mit Blasewitz stadtentwicklungsgeschichtlich von Belang | 09212683 |
| Weitere Bilder | Mietvilla | Justinenstraße 6 (Karte)                                                          | um 1910 (Mietvilla)                                                                    | markanter Bau mit hohem Walmdach, Risalit, Loggia im Obergeschoss, Anbauten und wenigen akzentuierenden Gliederungs- und Schmuckelementen, charakteristisches Beispiel der Reformarchitektur nach 1900, baugeschichtlich bedeutend, wohl auch künstlerisch von Belang | 09212684 |
| Weitere Bilder | Villa mit Garten, Stützmauer und Einfriedung | Justinenstraße 10 (Karte)                                                         | um 1895 (Villa)                                                                        | markanter historisierender Bau, innen Ausstattung aus der Entstehungszeit, baugeschichtlich bedeutend zudem im Zusammenhang mit Blasewitz stadtentwicklungsgeschichtlich von Belang | 09212685 |
| Weitere Bilder | Mietshaus in geschlossener Bebauung | Karasstraße 1 (Karte)                                                             | um 1898 (Mietshaus)                                                                    | charakteristisches historistisches Wohngebäude der späten Gründerzeit mit Klinker-Werkstein-Fassade, belebt von Bauschmuck, mit Balkonen hervorgehobene Seitenrisalite, baugeschichtlich bedeutend | 09212717 |
| Weitere Bilder | Mietshaus in halboffener Bebauung | Karasstraße 2 (Karte)                                                             | um 1898 (Mietshaus)                                                                    | charakteristisches historistisches Wohngebäude der späten Gründerzeit mit Klinker-Werkstein-Fassade, belebt von Bauschmuck, durch Zwerchgiebel hervorgehobene Seitenrisalit, baugeschichtlich bedeutend | 09212718 |
| Weitere Bilder | Einzeldenkmal o. g. Sachgesamtheit: Gärtnerhaus der Villa Muttersegen mit Gärtnerei und Einfriedungsmauern (siehe auch Goetheallee 24 [Straßenseite gegenüber] und Obj. 09305929) | Käthe-Kollwitz-Ufer (Karte)                                                       | 1894 (Gärtneranwesen)                                                                  | Teil eines gestalterisch bemerkenswerten historistischen Anwesens, im Stil der Deutschen Renaissance errichtet, Arbeit des bedeutenden Büros Schilling und Graebner, von baugeschichtlicher, künstlerischer und gartengeschichtlicher Bedeutung | 09212764 |
|                | Villa Baumann: Villa mit einem Nebengebäude, großer Gartenanlage und Einfriedung | Käthe-Kollwitz-Ufer (Karte)                                                       | 1865 (Villa), 1873–1882 (Villengarten/Landhausgarten)                                  | eine der beeindruckendsten Villenanlagen von Blasewitz mit historisierenden Hochbauten und dem Großteil der originalen Gartenarchitekturen, die Villa mit aufwendiger Fassadengestaltung und reicher Ausstattung, baugeschichtlich und künstlerisch bedeutend, zudem im Zusammenhang mit dem bemerkenswerten Villenviertel Blasewitz stadtentwicklungsgeschichtlich von Belang Gartenanlage zum Gebäude Goetheallee 57 | 09212729 |
| Weitere Bilder | Villa mit Garten- oder Kutscherhaus, Garten und Einfriedung (der Neubau Nr. 77 ist kein Kulturdenkmal) | Käthe-Kollwitz-Ufer 76; 77 (Karte)                                                | nach 1905 (Villa)                                                                      | ausgesprochen repräsentativer Bau der Architektur Anfang des 20. Jahrhunderts mit monumentalen Maßen und Gestaltungsmitteln, wie wuchtig anmutenden, säulengeschmückten Anbauten, ansonsten, wie für die Zeit typisch, wenig Schmuck und dominierende Giebel, markanter Senkgarten zwischen Villa und Neubau, baugeschichtlich und künstlerisch bedeutend, als sichtbarer Teil der Blasewitzer Elbfront städtebaulich von Belang | 09212762 |
| Weitere Bilder | Villa mit straßenseitigem Pavillon an westlicher Grundstücksgrenze, Garten ? und Einfriedung | Käthe-Kollwitz-Ufer 79 (Karte)                                                    | um 1910 (Villa)                                                                        | markantes neobarockes Anwesen aus dem Anfang des 20. Jahrhunderts, baugeschichtlich, künstlerisch, städtebaulich (prägt Blasewitzer Elbfront entscheidend mit) und stadtentwicklungsgeschichtlich bedeutsam | 09212763 |
| Weitere Bilder | Villa mit Garten und Einfriedung | Käthe-Kollwitz-Ufer 80 (Karte)                                                    | um 1910 (Villa)                                                                        | typischer neoklassizistischer Bau aus dem Anfang des 20. Jahrhunderts, Mitte vor allem durch Segmentbogengiebel über der Traufe betont, Gliederung durch Lisenen, auffällig die Fruchtgehänge auf den Brüstungsfeldern des Obergeschosses, baugeschichtlich und künstlerisch von Bedeutung, als sichtbarer Teil der Blasewitzer Elbfront städtebaulich von Belang | 09212765 |
| Weitere Bilder | Haus Schambach: Villa mit Garage und Einfriedung | Käthe-Kollwitz-Ufer 81 (Karte)                                                    | 1906 (Villa)                                                                           | mit hohem Dach und versachlichter Fassadengestaltung Beispiel der nach 1900 vorherrschenden Reformarchitektur, baugeschichtlich von Bedeutung, als sichtbarer Teil der Blasewitzer Elbfront städtebaulich von Belang Internat der Hochschule für Kirchenmusik Dresden (Käthe-Kollwitz-Ufer 97) | 09212981 |
| Weitere Bilder | Villa mit Einfriedung | Käthe-Kollwitz-Ufer 82 (Karte)                                                    | um 1895 (Villa)                                                                        | markanter historisierender Bau mit Schweifgiebeln, seitlichem Turmanbau und Vorbau an der Straßenseite, schmuckreiche Fassade, im Stil der Deutschen Neorenaissance, gestalterisch bemerkenswert, baugeschichtlich und künstlerisch bedeutend, als sichtbarer Teil der Blasewitzer Elbfront städtebaulich von Belang | 09212766 |
| Weitere Bilder | Villa mit Einfriedung | Käthe-Kollwitz-Ufer 83 (Karte)                                                    | um 1895 (Villa)                                                                        | markante Stilvilla des Historismus, mit Loggiamotiv Beispiel der von Semper und Nicolai geprägten Dresdner Schule, einer Spielart der Neorenaissance in der zweiten Hälfte des 19. Jahrhunderts, darüber hinaus Elemente des Barock, gestalterisch auffällig, Teil einer stadtentwicklungsgeschichtlich unverwechselbaren und in den Elbraum hinein wirkenden Bebauung, baugeschichtlich, künstlerisch und städtebaulich bedeutend | 09212767 |
| Weitere Bilder | Bischöfliches Ordinariat mit Pausengarten | Käthe-Kollwitz-Ufer 84 (Karte)                                                    | 1978–1980                                                                              | Verwaltungsgebäude des Amtsgebietes des katholischen Bischofs des Bistums Dresden-Meißen, moderner Gebäudekomplex in aufgelockerter Kubatur, unverwechselbar gestalteter Solitär in exponierter Lage, charakteristisches Beispiel der Nachkriegsmoderne mit besonderer Entstehungsgeschichte, baugeschichtlich, städtebaulich und ortsgeschichtlich von Bedeutung. Das Bischöfliche Ordinariat in Dresden-Blasewitz erfüllt einschließlich des rückwärtigen Pausengartens die Voraussetzungen eines Kulturdenkmals im Sinne von § 2 Abs. 1 SächsDSchG, da wegen seiner geschichtlichen, genauer bau-, kirchen- und ortsgeschichtlichen sowie städtebaulichen Bedeutung ein öffentliches Erhaltungsinteresse besteht. Der 1978–1980 errichtete Gebäudekomplex mit Pausengarten entstand für das Bistum Dresden-Meißen und hat eine besondere Entstehungsgeschichte, wie sie nur auf einen kleinen Kreis von Bauten zutrifft, die in der DDR ausgeführt wurden. Es spiegelt zudem ein Stück der Kirchengeschichte und der Ortsgeschichte jener Zeit wieder. Darüber hinaus liegt es im landschaftlich äußerst reizvollen Elbbogen zwischen Blasewitz und Loschwitz, mit Blick auf die sogenannten Albrechtschlösser (Schloss Albrechtsberg und Villa Stockhausen) sowie Schloss Eckberg. Dabei besitzt das Ordinariat, selbst in exponierter Lage, einen hohen städtebaulichen Wert, zumal es sich mit seiner aufgelockerten Kubatur (Gebäudehülle) und als unverwechselbar gestalteter Solitär hervorragend in die umgebende Villenbebauung einfügt. Bei einem Ordinariat handelt es sich um das Verwaltungsgebäude des Amtsgebietes eines katholischen Bischofs und beherbergt gegebenenfalls auch dessen Wohnung. Das Ordinariat steht als baulicher Höhepunkt am Ende eines längeren Prozesses der Konsolidierung des Bistums Dresden-Meißen nach dem Zweiten Weltkrieg. Die Lage des Bistums in der Sowjetischen Besatzungszone und später in der DDR, „in einem Haus, dessen Grundfesten wir nicht gebaut haben, dessen tragenden Fundamente wir sogar für falsch halten“ (Bischof Spülbeck auf dem Katholikentag 1956) sowie die Ansiedlung von zumeist katholischen Flüchtlingen aus den vormaligen deutschen Ostgebieten in Sachsen, stellten die jeweilige Leitung und die Mitarbeiter des Bistums vor große Herausforderungen. Trotz des angespannten Verhältnisses zur Partei- und Staatsführung in der DDR, gelang schon ab Mitte der 1950er Jahre eine spürbare Belebung, denn nicht wenige Gemeinden des Bistums konnten nun von notdürftigen Gottesdienststätten in neugebaute Kirchen und Kapellen umziehen. Eines der Anliegen Otto Spülbecks (1904–1970), seit 1955 Bischof, war die Verlegung von Ordinariat und Bischofssitz von Bautzen nach Dresden, also mehr ins Zentrum des Bistums. Er scheiterte schließlich an der Haltung der staatlichen Verhandlungspartner. Mit der Erhebung der Dresdner Hofkirche zur Konkathedrale (der zweiten Kathedrale) des Bistums 1964 gelang ihm dennoch ein wichtiger Schritt auf dem Weg dahin. Allerdings war es erst seinem Nachfolger, Bischof Gerhard Schaffran (1912–1996), vergönnt, die Verlegung von Bischofssitz und Ordinariat nach Dresden, an das Käthe-Kollwitz-Ufer in Blasewitz, am 25. März 1980 – dem Hochfest Mariä Verkündigung – feierlich zu vollziehen. Wie ein Großteil der Neubauten für die Katholische Kirche in der DDR entstand das Käthe-Kollwitz-Ufer 84 im Rahmen eines besonderen Bauprogramms. Nach einem Beschluss des DDR-Ministerrates vom Dezember 1972 sollte die Kirche für die erforderlichen Bauarbeiten DM aus dem Westen erhalten können. Das „Westgeld“ konnte dann in DDR-Mark umgerechnet und über das Außenhandelsunternehmen Limex für Bauleistungen staatlicher Unternehmen ausgegeben werden. Es kam von den westdeutschen Diözesen, dem Bonifatius-Verein Paderborn und der Bundesregierung. Die Planung der Bauten und die Vermittlung zwischen den Auftraggebern und den Baufirmen erfolgten zumeist durch die Bauakademie der DDR, im Falle des Dresdner Ordinariats durch ein „Themenkollektiv“ um den Architekten Dieter Hantzsche. Er war auch, abgesehen von weiteren Objekten, maßgeblich an der Errichtung des 1988 ausgeführten Gemeindezentrums der Mormonen in Dresden-Strehlen beteiligt. Bis zur Genehmigung des Neubaus staatlicherseits bedurfte es jedoch langwieriger Verhandlungen. Das neu entstandene Ordinariat führte zu einer besseren Kommunikation innerhalb des Bistums und zu einer spürbaren Belebung des Alltags vieler Katholiken in Dresden. Der aus drei unterschiedlich hohen Flügeln, einem großen Festsaal und einer Kapelle mit dazugehöriger Sakristei bestehende Komplex zeigt zumeist Fensterbänder im Wechsel mit weiß geschlemmten Wandscheiben (Brüstungsbereichen). Diese Gliederung erinnert deutlich an Gebäude des Neuen Bauens in der Weimarer Republik. Die äußere Gestaltung von Festsaal und Kapelle weichen davon ab. Es gibt eine Dachterrasse, ansonsten werden die einzelnen Gebäudeteile von flachen Mansarddächern aus Kupfer abgeschlossen, sicher ein Zugeständnis an die umgebende Villenbebauung. Schaut man aus der Vogelperspektive auf das Ordinariat, so ist zu erkennen, dass sich die drei Flügel und der Festsaal im Grundriss „mantelartig“ und die Kapelle legen. Anfänglich hatte man an einen geschlossenen Baukörper gedacht, ihn wegen des sensiblen Umfeldes aber wieder verworfen. Es entstand eine Anlage als Ziegelbau mit vorgefertigten Betonmontagedecken. Der kirchlichen Baubeauftrage, Ordinariatsrat Günter Schwarz und der Kirchenarchitekt Hubert Paul (1933–2015) nahmen soweit möglich Einfluss auf die Gestaltung. Der Entwurf der Ordinariats-Kapelle geht auf Paul zurück. Sie hat 1986 einen Umbau erfahren. Abgesehen von den unverkennbaren Bezügen zum Neuen Bauen ist das Bischöfliche Ordinariat mit seiner anspruchsvollen funktionalen Gestaltung ein charakteristisches Beispiel der Nachkriegsmoderne, was neben der besonderen Entstehungsgeschichte seine bauhistorische Bedeutung begründet. Dabei nimmt das Käthe-Kollwitz-Ufer 84 ohne Zweifel eine Sonderstellung unter den bischöflichen Ordinariaten Deutschlands ein, die sich zumeist in historischen Bauten befinden, die offenbar nicht immer für ihren heutigen Zweck errichtet wurden. | 09307216 |
| Weitere Bilder | Villa mit Hintergebäude, Garten und Einfriedung | Käthe-Kollwitz-Ufer 86 (Karte)                                                    | um 1900 (Villa)                                                                        | markante Stilvilla des Historismus mit Fassadengestaltung die sich vor allem an der Deutschen Renaissance orientiert, Ansicht wird dominiert von Turmanbau und Giebel, Klinkerbau, gestalterisch auffällig, baugeschichtlich und künstlerisch von Bedeutung, als sichtbarer Teil der Blasewitzer Elbfront städtebaulich von Belang | 09212768 |
| Weitere Bilder | Villa zur Lippe: Villa mit Hintergebäude, Teehaus, Einfriedung und Garten | Käthe-Kollwitz-Ufer 88 (Karte)                                                    | 1903–1904 (Villa), 1911 (Villengarten/Landhausgarten)                                  | repräsentativer neobarocker Wohnbau mit vorgelagerter Terrasse, zwei Ecktürmen, Mittelrisalit und aufwendigem Dekor, baugeschichtlich und künstlerisch bedeutend, in seiner Form singulär, zudem Teil des Oeuvres zweier bekannter Architekten, großzügig gestaltete Gartenanlage mit Kleinbauten wohl bedeutsamste ihrer Zeit in Dresden, Anwesen im Zusammenhang mit der unverwechselbaren elbseitigen Bebauung von Blasewitz als Kulisse hinter Elbaue auch städtebaulich wertvoll nach einstigem Besitzer Prinz zur Lippe benannt, 1911 üppige Gartengestaltung u. a. durch Georg Heinsius von Mayenburg, nach 1945 zeitweilig Nachttanzbar „Kaskade“, nach 1990 saniert, heute vom Sächsischen Landkreistag genutzt | 09212769 |
| Weitere Bilder | Villa Zeysing: Villa mit Garten und Einfriedung | Käthe-Kollwitz-Ufer 90 (Karte)                                                    | 1908 (Villa)                                                                           | Beispiel des nach 1900 vorherrschenden Reformstils, gestalterisch anspruchsvoll, baugeschichtlich und künstlerisch bedeutend, als sichtbarer Teil der Blasewitzer Elbfront städtebaulich von Belang | 09212770 |
| Weitere Bilder | Villa Friederike: Villa mit Einfriedung | Käthe-Kollwitz-Ufer 91 (Karte)                                                    | bezeichnet 1898 (Villa)                                                                | repräsentativer Wohnbau des ausgehenden 19. Jahrhunderts im Stil der Deutschen Renaissance mit den dafür typischen Elementen, wie Schweif- und Treppengiebeln, Erkern und anderweitigen Anbauten sowie reichem Fassadenschmuck, innen beeindruckende Hallendiele, baugeschichtlich und künstlerisch bedeutend, als sichtbarer Teil der Blasewitzer Elbfront städtebaulich von Belang | 09212771 |
| Weitere Bilder | Villa Morgenstern | Käthe-Kollwitz-Ufer 92 (Karte)                                                    | 1896–1897 (Villa)                                                                      | Villa mit Einfriedung, außerordentlich bemerkenswertes Beispiel des Historismus im ausgehenden 19. Jahrhundert, der malerische Bau dominiert von hohen Fachwerkgiebeln und Turmanbau, reiche Fassadenzier, im sogenannten »Altdeutschen Stil« errichtet, dabei Anklängen an die deutsche Renaissance, baugeschichtlich und künstlerisch bedeutend, als sichtbarer Teil der Blasewitzer Elbfront städtebaulich von Belang | 09212772 |
| Weitere Bilder | Villa (Nr. 97) und Brunnenplastik (Nr. 96) | Käthe-Kollwitz-Ufer 96; 97 (Karte)                                                | bezeichnet 1912 (Villa), bezeichnet 1921 (Brunnenplastik)                              | Gebäude exemplarisches Beispiel der versachlichten Architektur mit einfachem Baukörper der in einem hoch aufragenden Dach kulminiert, belebt durch akzentuierenden, figuralen und ornamentalen Schmuck, Ornamentik stilisiert, gestalterisch markant, baugeschichtlich und künstlerisch bedeutend, als sichtbarer Teil der Blasewitzer Elbfront städtebaulich von Belang, Bildwerk als Arbeit von Georg Gröne, dem Schöpfer des Otto-Denkmals auf dem Freiberger Obermarkt kunsthistorisch und wegen seiner Formschönheit auch künstlerisch wertvoll | 09212773 |
| Weitere Bilder | Europabrunnen: Brunnenanlage mit Plastik, Bassin und umgebender Grünanlagengestaltung | Königsheimplatz (Karte)                                                           | 1922 (Brunnen), 1995, Kopie der Plastik von 1922 (Brunnenplastik)                      | eine der bedeutendsten derartigen Anlagen in Dresden, mit hohem gestalterischen Anspruch, baugeschichtlich und künstlerisch bedeutend | 09212809 |
|                | Villa mit Einfriedung | Kretschmerstraße 6 (Karte)                                                        | 1869 (Villa), um 1910 (Villa)                                                          | ursprünglich Bau des Historismus, der nach 1900 aufgestockt und überformt wurde, der neoklassizistische Giebel aus dieser Zeit durch Ausbau verloren, Beispiel für einen drastischen Umbau, baugeschichtlich bedeutend und im Zusammenhang mit Blasewitz stadtentwicklungsgeschichtlich von Wert | 09212920 |
|                | Villa | Kretschmerstraße 10 (Karte)                                                       | vor 1875 (Villa)                                                                       | mit hohem Dach und sachlicher Fassadengestaltung Beispiel des nach 1900 vorherrschenden Reformstils, im Zusammenhang mit Blasewitz stadtentwicklungsgeschichtlich von Wert | 09212919 |
| Weitere Bilder | Villa | Kretschmerstraße 12 (Karte)                                                       | 1911 (Villa)                                                                           | mit hohem Dach und sachlicher Fassadengestaltung Beispiel des nach 1900 vorherrschenden Reformstils, baugeschichtlich bedeutend, im Zusammenhang mit Blasewitz stadtentwicklungsgeschichtlich von Wert | 09212918 |
| Weitere Bilder | Villa mit Einfriedung | Kretschmerstraße 14 (Karte)                                                       |                                                                                        | landhausartiger, früher historistischer Bau mit Veranda, der Giebel mit Akroter spätklassizistisch, baugeschichtlich bedeutend, im Zusammenhang mit Blasewitz stadtentwicklungsgeschichtlich von Wert | 09212896 |
| Weitere Bilder | Villa Muth: Villa mit Einfriedung | Kretschmerstraße 16 (Karte)                                                       | 1889 (Villa)                                                                           | charakteristischer historisierender Bau des ausgehenden 19. Jahrhunderts, dominiert von Ecke mit spitzer Haube und Holzzierrat, mittigem Vorbau mit Austritt und hohem Krüppelwalmgiebel, baugeschichtlich bedeutend, als Teil des bedeutsamen Stadtteils Blasewitz auch stadtentwicklungsgeschichtlich von Belang Bei der Kretschmerstraße 16 in Dresden, OT Blasewitz handelt es sich um eine charakteristische Stadtvilla des Historismus aus dem Ende des 19. Jahrhunderts. Der zweigeschossige Bau wird durch Holzzierrat, einen Eckvorbau mit spitzer Haube und zahlreiche Schmuckelemente belebt. Bauteile und Elemente sind als historistische Motive vor allem dem Formenkanon der Deutschen Renaissance, häufig auch als Altdeutscher Stil bezeichnet (Ecke mit spitzer Haube) entnommen. Die Denkmaleigenschaft des Anwesens ergibt sich aus dem Zeugniswert für den Historismus. Diese bis um 1900 vorherrschende Architekturepoche war durch das Nachahmen früherer Stile, wie Romanik, Gotik usw. gekennzeichnet. Zudem besitzt das markante Gebäude als Teil des bedeutsamen Stadtteils Blasewitz einen stadtentwicklungsgeschichtlichen Wert. | 09212895 |
| Weitere Bilder | Villa mit Einfriedung | Kretschmerstraße 18 (Karte)                                                       | Ende 19. Jh. (Villa)                                                                   | charakteristischer historisierender Bau des ausgehenden 19. Jahrhunderts dominiert von Eckturm mit spitzer Haube, balustergeschmücktem Balkon und gestalterisch hervorgehobener Eingangsachse, baugeschichtlich bedeutend, als Teil des bedeutsamen Stadtteils Blasewitz auch stadtentwicklungsgeschichtlich von Belang Der Ende des 19. Jahrhunderts errichtete Bau Kretschmerstraße 18 in Dresden, OT Blasewitz erscheint als charakteristische Stilvilla des Historismus. Das zweigeschossige Gebäude wird von einem Eckturm, einem halbrunden Erdgeschossbalkon mit Balustern und der gestalterisch hervorgehobenen seitlichen Eingangsachse dominiert. Darüber hinaus beleben zahlreiche Schmuck- und Gliederungselemente, wie Agraffen, Kämpfer, Pilaster und Voluten die Fronten. Bauteile und Elemente sind als historistische Motive vor allem dem Formenkanon von Renaissance (Eckturm mit spitzer Haube) und Barock (halbrund vorkragender Balkon mit Balustern) entnommen. Die Denkmaleigenschaft des Anwesens ergibt sich aus dem Zeugniswert für den Historismus. Diese bis um 1900 vorherrschende Architekturepoche war durch das Nachahmen früherer Stile, wie Romanik, Gotik usw. gekennzeichnet. Zudem besitzt das markante Gebäude als Teil des bedeutsamen Stadtteils Blasewitz einen stadtentwicklungsgeschichtlichen Wert. | 09212894 |
| Weitere Bilder | Villa mit Einfriedung | Kretschmerstraße 21 (Karte)                                                       | um 1895 (Villa)                                                                        | im Zusammenhang mit Blasewitz stadtentwicklungsgeschichtlich von Wert | 09213045 |
| Weitere Bilder | Villa mit Einfriedung | Kretschmerstraße 23 (Karte)                                                       | um 1910 (Villa)                                                                        | versachlichter und zugleich noch in der Tradition des Historismus vor 1900 stehender, neobarocker Bau aus dem Anfang des 20. Jahrhunderts, dominiert von mehreren Anbauten im Erdgeschoss und der axial gegliederten Straßenfassade, schlicht, aber anspruchsvoll gestaltet, baugeschichtlich und künstlerisch bedeutend, als Teil von Blasewitz auch stadtentwicklungsgeschichtlich von Belang Die wohl für den Strumpffabrikanten Katzelt errichtete Villa Kretschmerstraße 23 in Dresden, OT Blasewitz ist nach 1900 (um 1910) entstanden. Der versachlichte, neobarocke Bau über annähernd L-förmigen Grundriss weist eine repräsentative, dem Zeitgeschmack entsprechend mit wenigen, aber akzentuierenden Schmuckelementen versehene Fassade auf. Darüber hinaus wirken Anbauten, Gliederungen und die aufwendigen Sprossenfenster belebend. Das markante Anwesen ist wegen seines Zeugniswertes für die Architekturentwicklung Anfang des 20. Jahrhunderts zwischen Historismus und Sachlichkeit (auch Reformstil) baugeschichtlich bedeutend. Gebäude des Reformstils wurden von ihren Schöpfern zumeist auf große, ausgewogen und rein proportionierte Formen, die in hohen, malerisch bewegten Dächern kulminieren beschränkt. Gelegentlich wurden sie noch mit wenigen, akzentuierenden Schmuck- und Gliederungselementen belebt. Zudem besitzt der gestalterisch anspruchsvolle und das ästhetische Empfinden eines Betrachters auf besondere Weise ansprechende Bau auch einen künstlerischen sowie als Teil des bedeutsamen Stadtteils Blasewitz einen stadtentwicklungsgeschichtlichen Wert. | 09213046 |
| Weitere Bilder | Villa mit Einfriedung | Kretschmerstraße 25 (Karte)                                                       | um 1875 (Villa)                                                                        | eines der ältesten Gebäude von Blasewitz, als Teil des besagten Stadtteils stadtentwicklungsgeschichtlich bedeutend Bei dem Anwesen Kretschmerstraße 25 in Dresden, OT Blasewitz handelt es sich um eines der ältesten Gebäude von Blasewitz, wohl um 1875 entstanden. Das eingeschossige Haus wurde nach 1900 um einen aufwendigen Giebel mit großen Fenstern und expressionistisch anmutenden Holzzierrat bereichert. Dadurch hat es eine eigenwillige gestalterische Note erhalten. Das markante Gebäude besitzt als Teil des bedeutsamen Stadtteils Blasewitz einen stadtentwicklungsgeschichtlichen Wert. | 09213047 |
| Weitere Bilder | Realgymnasium Blasewitz: Schulgebäude mit bemerkenswertem Eingangsportal | Kretschmerstraße 27 (Karte)                                                       | 1907–1908, bezeichnet 1908 (Schule)                                                    | markantes Beispiel der versachlichten Architektur nach 1900 mit repräsentativer, wohlproportionierter Kubatur, klarer Fassadengliederung und weitestgehend vollständig erhaltener Innenausstattung, baugeschichtlich und ortsgeschichtlich sowie künstlerisch bedeutend nach Entwürfen von Karl Emil Scherz erbaut, ab 1939 „Schillerschule Blasewitz“, ab 1946 „Oberschule Dresden-Ost“, ab 1954 „Martin-Andersen-Nexö-Oberschule“, 2007–2010 erweitert und aufwändig restauriert, bis 2008 Martin-Andersen-Nexö-Gymnasium, seit 2010 Sächsisches Landesgymnasium für Musik Carl Maria von Weber | 09212893 |
| Weitere Bilder | Villa mit Garten, Vorgarten, Tor und Einfriedung | Lene-Glatzer-Straße 21 (Karte)                                                    | um 1875 (Villa)                                                                        | erhöhter Sitzplatz, Wegesystem, struktur- und raumbildender Bepflanzung sowie Steinsetzung im Garten erhalten, Bau Beispiel des frühen Historismus, Anwesen, baugeschichtlich und gartenkünstlerisch bedeutend, als Teil von Blasewitz auch stadtentwicklungsgeschichtlich von Belang | 09212828 |
| Weitere Bilder | Villa mit Einfriedung | Lene-Glatzer-Straße 22 (Karte)                                                    | um 1880 (Villa)                                                                        | wohl als einfaches Landhaus errichtet, im letzten Drittel des 19. Jahrhunderts mit Fassadenschmuck bereichert, dabei Mitte hervorgehoben, als eines der ersten, noch eingeschossigen Wohngebäude von Blasewitz stadtentwicklungsgeschichtlich bedeutend | 09212833 |
|                | Villa mit Einfriedung | Lene-Glatzer-Straße 23 (Karte)                                                    | 1874 (Villa)                                                                           | anderthalbgeschossiger Bau mit flachem Walmdach, und für die Neorenaissance typischer ädikulaartiger Fensterarchitektur, bemerkenswert auch das rustizierte Souterrain und das Kranzgesims mit Hängeplatten, baugeschichtlich und künstlerisch bedeutend, als Teil von Blasewitz auch stadtentwicklungsgeschichtlich von Belang | 09212834 |
| Weitere Bilder | Villa mit Einfriedung | Lene-Glatzer-Straße 25 (Karte)                                                    | um 1875 (Villa)                                                                        | landhausartiger, früher historistischer Bau mit Veranda, die Attika mit Zieraufsatz darüber spätklassizistisch, baugeschichtlich bedeutend, im Zusammenhang mit Blasewitz stadtentwicklungsgeschichtlich von Wert | 09212835 |
| Weitere Bilder | Blaues Wunder: Brücke | Loschwitzer Brücke (Karte)                                                        | 1891–1893 (Straßenbrücke)                                                              | eiserne Hängebrücke über die Elbe, technikgeschichtlich bedeutend, zudem als unverwechselbares und ortsbildprägendes Wahrzeichen Dresdens von städtebaulicher und landschaftsgestaltender Bedeutung | 09212820 |
| Weitere Bilder | Blasewitzer Waldpark- und Villenanlage (Sachgesamtheit): Einzeldenkmal o. g. Sachgesamtheit (Obj. 09213805): Villa, Villengarten und Einfriedung | Loschwitzer Straße 1 (Karte)                                                      | 1886–1887 (Villa)                                                                      | bemerkenswerter historisierender Bau im Landhausstil mit erhöhtem Mittelteil, weit überstehenden Giebeln, zwei Veranden, abgesehen vom Holzzierrat an den Giebeln, der Dachtraufe und den Veranden, Fassade eher zurückhaltend gegliedert und dekoriert, dadurch augenfälliger Kontrast, baugeschichtlich und künstlerisch bedeutend, zudem im Zusammenhang mit der Waldpark- und Villenanlage von Blasewitz sowie dem gleichnamigen bemerkenswerten Villenviertel landschaftsgestalterisch und stadtentwicklungsgeschichtlich von Belang | 09212806 |
| Weitere Bilder | Villa mit Einfriedung | Loschwitzer Straße 2 (Karte)                                                      | spätes 19. Jh. (Villa)                                                                 | charakteristischer historistische Bau, dabei der Mittelrisalit mit Dreiecksgiebel und Säulen spätklassizistische, baugeschichtlich bedeutend, im Zusammenhang mit dem beeindruckenden Straßenzug der Loschwitzer Straße und mit Blasewitz stadtentwicklungsgeschichtlich von Belang | 09212810 |
| Weitere Bilder | Einfriedung mit kunsthandwerklich qualitätvollen, schmiedeeisernen Zaunsfeldern | Loschwitzer Straße 3 (Karte)                                                      | um 1900 (Einfriedung)                                                                  | barockisierend gestaltet, künstlerisch bedeutsam, zudem von Wert für Ortsbild (Ensemble der Villengrundstücke an der Loschwitzer Straße) | 09212891 |
| Weitere Bilder | Villa mit Einfriedung | Loschwitzer Straße 4 (Karte)                                                      | 1901 (Villa)                                                                           | repräsentativer neobarocker Wohnbau mit reichem und in dieser Intensität in Dresden seltenem Fassadenschmuck, die Vorderfront besonders aufwendig, wohl von Heino Otto errichtet, Anwesen baugeschichtlich und künstlerisch bedeutsam, im Zusammenhang mit dem beeindruckenden Straßenzug der Loschwitzer Straße und mit Blasewitz stadtentwicklungsgeschichtlich von Belang | 09212812 |
| Weitere Bilder | Blasewitzer Waldpark- und Villenanlage (Sachgesamtheit): Einzeldenkmal o. g. Sachgesamtheit (Obj. 09213805): Villa mit Hintergebäude sowie Garten und Einfriedung als Sachgesamtheitsteile | Loschwitzer Straße 5; 5a (Karte)                                                  | bis 1875 (Villa)                                                                       | Garten (Sachgesamtheitsteil, kein Einzeldenkmal), charakteristischer, historistischer Wohnbau, mit der Dreiteilung der Fassade Beispiel der in und um Dresden um 1875 vorherrschenden Semper-Nicolai-Schule, zudem im Zusammenhang mit der Waldpark- und Villenanlage von Blasewitz sowie dem gleichnamigen bemerkenswerten Villenviertel landschaftsgestalterisch und stadtentwicklungsgeschichtlich von Belang | 09212811 |
| Weitere Bilder | Villa mit Garten und Einfriedung | Loschwitzer Straße 6 (Karte)                                                      | 1906 (Villa)                                                                           | mit hohem Dach und sachlicher Fassadengestaltung Beispiel des nach 1900 vorherrschenden Reformstils, baugeschichtlich bedeutend, im Zusammenhang mit dem beeindruckenden Straßenzug der Loschwitzer Straße und mit Blasewitz stadtentwicklungsgeschichtlich von Belang | 09212815 |
| Weitere Bilder | Villa Erbstein; Blasewitzer Waldpark- und Villenanlage (Sachgesamtheit): Einzeldenkmal o. g. Sachgesamtheit (Obj. 09213805): Villa, Villengarten und Einfriedung | Loschwitzer Straße 7 (Karte)                                                      | 1889 (Villa)                                                                           | schmuckreiche Fassade, dominiert von Mittelrisalit, im Eingangsbereich und der Hallendiele wesentliche Teile der ursprünglichen Ausstattung mit Stuckdekor, Ausmalung (als Dekorationsmalerei) usw., charakteristischer, historistischer Wohnbau, mit der Dreiteilung der Fassade Beispiel der in und um Dresden um 1875 vorherrschenden Semper-Nicolai-Schule, ästhetisch anspruchsvoll, baugeschichtlich und künstlerisch bedeutend, zudem im Zusammenhang mit der Waldpark- und Villenanlage von Blasewitz sowie dem gleichnamigen bemerkenswerten Villenviertel landschaftsgestalterisch und stadtentwicklungsgeschichtlich von Belang | 09212813 |
|                | Doppelvilla mit Einfriedung | Loschwitzer Straße 12; 14 (Karte)                                                 | bezeichnet 1899 (Villa)                                                                | typischer historistischer Bau des ausgehenden 19. Jahrhunderts, dominiert von Eckturm, seitlichem Risalit einschließlich Schweifgiebel und hölzerner Veranda mit Zierrat, baugeschichtlich bedeutend, im Zusammenhang mit dem beeindruckenden Straßenzug der Loschwitzer Straße und mit Blasewitz stadtentwicklungsgeschichtlich von Belang | 09212838 |
| Weitere Bilder | Blasewitzer Waldpark- und Villenanlage (Sachgesamtheit): Einzeldenkmal o. g. Sachgesamtheit (Obj. 09213805): Villa und Villengarten sowie Einfriedung als Sachgesamtheitsteil | Loschwitzer Straße 13 (Karte)                                                     | 1889 (Villa)                                                                           | markanter historistischer Wohnbau des ausgehenden 19. Jahrhunderts, Architekt Karl Emil Scherz, baugeschichtlich wertvoll, als einstige höhere Töchterschule, ortsgeschichtlich bedeutend, zudem im Zusammenhang mit der Waldpark- und Villenanlage von Blasewitz sowie dem gleichnamigen bemerkenswerten Villenviertel landschaftsgestalterisch und stadtentwicklungsgeschichtlich von Belang | 09212839 |
| Weitere Bilder | Blasewitzer Waldpark- und Villenanlage (Sachgesamtheit): Einzeldenkmal o. g. Sachgesamtheit (Obj. 09213805): Villa und Villengarten sowie Einfriedung als Sachgesamtheitsteil | Loschwitzer Straße 15 (Karte)                                                     | um 1890 (Villa)                                                                        | historistischer Klinker-Werkstein-Bau des ausgehenden 19. Jahrhunderts, baugeschichtlich bedeutend, zudem im Zusammenhang mit der Waldpark- und Villenanlage von Blasewitz sowie dem gleichnamigen bemerkenswerten Villenviertel landschaftsgestalterisch und stadtentwicklungsgeschichtlich von Belang | 09212837 |
| Weitere Bilder | Villa mit Einfriedung | Loschwitzer Straße 16 (Karte)                                                     | spätes 19. Jh. (Villa)                                                                 | markanter historistischer Eckbau mit drei Risaliten, augenfälligem, akzentuierendem Fassadenschmuck, baugeschichtlich bedeutend, im Zusammenhang mit dem beeindruckenden Straßenzug der Loschwitzer Straße und mit Blasewitz stadtentwicklungsgeschichtlich von Belang | 09212738 |
| Weitere Bilder | Blasewitzer Waldpark- und Villenanlage (Sachgesamtheit): Einzeldenkmal o. g. Sachgesamtheit (Obj. 09213805): Villa, Villengarten und Einfriedung | Loschwitzer Straße 17 (Karte)                                                     | um 1875 (Villa)                                                                        | bemerkenswerter Bau mit hohem Schweifgiebel in Anlehnung an die Deutsche Renaissance, als Zeugnis historisierender Architektur des ausgehenden 19. Jahrhunderts baugeschichtlich bedeutend, zudem künstlerisch von Belang, im Zusammenhang mit der Waldpark- und Villenanlage von Blasewitz sowie dem gleichnamigen bemerkenswerten Villenviertel landschaftsgestalterisch und stadtentwicklungsgeschichtlich von Belang | 09212864 |
| Weitere Bilder | Villa mit Einfriedung | Loschwitzer Straße 18 (Karte)                                                     | um 1890 (Villa)                                                                        | markanter historistischer Eckbau mit dominierendem Turm einschl. Kegeldach, mittels Putzquaderung belebtem Erdgeschoss und augenfälligem, akzentuierendem Fassadenschmuck, ästhetisch ansprechend, baugeschichtlich und künstlerisch bedeutend, im Zusammenhang mit dem beeindruckenden Straßenzug der Loschwitzer Straße und mit Blasewitz stadtentwicklungsgeschichtlich von Belang | 09212836 |
| Weitere Bilder | Villa Freisleben; Blasewitzer Waldpark- und Villenanlage (Sachgesamtheit): Einzeldenkmal o. g. Sachgesamtheit (Obj. 09213805): Villa, Villengarten und Einfriedung | Loschwitzer Straße 19 (Karte)                                                     | 1916 (Villa)                                                                           | zweigeschossiger Bau mit Mansarddach, Freitreppe und seitlicher Vorhalle, mit hohem Dach und malerisch-sachlicher Fassadengestaltung Beispiel des nach 1900 vorherrschenden Reformstils, ästhetisch ansprechend, baugeschichtlich und künstlerisch bedeutend, im Zusammenhang mit der Waldpark- und Villenanlage von Blasewitz sowie dem gleichnamigen bemerkenswerten Villenviertel landschaftsgestalterisch und stadtentwicklungsgeschichtlich von Belang | 09212863 |
| Weitere Bilder | Villa Agnes: Villa | Loschwitzer Straße 20 (Karte)                                                     | spätes 19. Jh. (Villa)                                                                 | im Zusammenhang mit dem beeindruckenden Straßenzug der Loschwitzer Straße und mit Blasewitz stadtentwicklungsgeschichtlich von Belang | 09212742 |
| Weitere Bilder | Villa St. Petersburg; Blasewitzer Waldpark- und Villenanlage (Sachgesamtheit): Einzeldenkmal o. g. Sachgesamtheit (Obj. 09213805): Villa mit zwei Seitengebäuden, Villengarten, Gartenplastik und Einfriedung | Loschwitzer Straße 21 (Karte)                                                     | bezeichnet 1872, an Rückseite (Villa)                                                  | repräsentatives Beispiel der Semper-Nicolai-Schule mit erhöhtem Mittelrisalit, Pilastergliederung, auf Pfeilern und Säulen ruhender Balkonvorlage, reicher Fensterarchitektur usw., insbesondere wegen seines exemplarischen Charakters für die oben genannte lokale Stilrichtung baugeschichtlich bedeutend, darüber hinaus mit seinem gestalterischen Anspruch künstlerisch wertvoll und in seiner Form trotz einiger Analogien zu anderen in etwa zeitgleichen Bauten singulär, im Zusammenhang mit der Waldpark- und Villenanlage von Blasewitz sowie dem gleichnamigen bemerkenswerten Villenviertel landschaftsgestalterisch und stadtentwicklungsgeschichtlich von Belang | 09212862 |
| Weitere Bilder | Einzeldenkmal o. g. Sachgesamtheit (Obj. 09213805): Villa und Villengarten sowie Einfriedung als Sachgesamtheitsteil | Loschwitzer Straße 23 (Karte)                                                     | um 1890 (Villa)                                                                        | markanter historisierender Wohnbau aus dem späten 19. Jahrhundert, auffällig der hohe Schweifgiebel und das Mansarddach, vor allem in Anlehnung an die deutsche Renaissance gestaltet, baugeschichtlich bedeutend, im Zusammenhang mit der Waldpark- und Villenanlage von Blasewitz sowie dem gleichnamigen bemerkenswerten Villenviertel landschaftsgestalterisch und stadtentwicklungsgeschichtlich von Belang | 09212867 |
| Weitere Bilder | Villa mit Einfriedung | Loschwitzer Straße 24 (Karte)                                                     | spätes 19. Jh. (Villa)                                                                 | im Zusammenhang mit dem beeindruckenden Straßenzug der Loschwitzer Straße und mit Blasewitz stadtentwicklungsgeschichtlich von Belang | 09212866 |
| Weitere Bilder | Einzeldenkmal o. g. Sachgesamtheit (Obj. 09213805): Villa und Villengarten sowie Einfriedung als Sachgesamtheitsteil | Loschwitzer Straße 27 (Karte)                                                     | spätes 19. Jh. (Villa)                                                                 | markanter historisierender Wohnbau aus dem späten 19. Jahrhundert, mit gestalterisch hervorgehobenem Mittelrisalit, charakteristisches Gebäude der Semper-Nicolai-Schule, einer Dresdner Spielart der Neorenaissance, baugeschichtlich bedeutend, Anwesen zudem als Teil der einstigen Waldpark- und Villenanlage von Blasewitz gartenhistorisch von Belang | 09212868 |
| Weitere Bilder | Einzeldenkmal o. g. Sachgesamtheit (Obj. 09213805): Villa mit Hintergebäude, Villengarten und Einfriedung | Loschwitzer Straße 31; 31a (Karte)                                                | 1889 (Villa), 1889 (Villengarten/Landhausgarten)                                       | charakteristischer, klassischer Villentyp der nach 1850 in und um Dresden verbreiteten Semper-Nicolai-Schule, mit streng symmetrischer Hauptfassade, dabei Mitte betont, Akzente durch Loggien einschl. Stützen und Brüstungen, Anwesen vor allem baugeschichtlich und künstlerisch bedeutend, im Zusammenhang mit der Waldpark- und Villenanlage von Blasewitz sowie dem gleichnamigen bemerkenswerten Villenviertel landschaftsgestalterisch und stadtentwicklungsgeschichtlich von Belang | 09212869 |
| Weitere Bilder | Einzeldenkmal o. g. Sachgesamtheit (Obj. 09213805): Villa sowie Garten und Einfriedung als Sachgesamtheitsteile | Loschwitzer Straße 33 (Karte)                                                     | spätes 19. Jh. (Villa)                                                                 | historistischer Klinker-Werkstein-Bau insbesondere im Stil der deutschen oder nordeuropäischen Renaissance mit Eckbetonungen, kleinem Turmanbau und weiteren Gestaltungselementen, augenfällig, baugeschichtlich und künstlerisch bedeutend, im Zusammenhang mit der Waldpark- und Villenanlage von Blasewitz sowie dem gleichnamigen bemerkenswerten Villenviertel landschaftsgestalterisch und stadtentwicklungsgeschichtlich von Belang | 09212870 |
| Weitere Bilder | Ehemalige Lehr- und Erziehungsanstalt für Knaben | Loschwitzer Straße 34 (Karte)                                                     | 1869 (Schule)                                                                          | ab 1864 Einrichtung des Ländlichen Knaben-, Lehr- und Erziehungsinstituts; begründet von Richard Pietzsch, ursprünglich zweigeschossiger und im Landhausstil gehaltener Bau, ortsgeschichtlich bedeutend, im Zusammenhang mit dem beeindruckenden Straßenzug der Loschwitzer Straße und mit Blasewitz stadtentwicklungsgeschichtlich von Belang | 09212776 |
| Weitere Bilder | Einzeldenkmal o. g. Sachgesamtheit (Obj. 09213805): Villa sowie Garten und Einfriedung als Sachgesamtheitsteile | Loschwitzer Straße 35 (Karte)                                                     | spätes 19. Jh. (Villa)                                                                 | im Zusammenhang mit der Waldpark- und Villenanlage von Blasewitz sowie dem gleichnamigen bemerkenswerten Villenviertel landschaftsgestalterisch und stadtentwicklungsgeschichtlich von Belang | 09212872 |
| Weitere Bilder | Villa Germania: Villa mit Hintergebäude (Garage) und Einfriedung | Loschwitzer Straße 36 (Karte)                                                     | 1871 (Villa)                                                                           | markantes Gebäude mit Elementen des Schweizerhausstils, u. a. flachen Satteldächern, Dachüberständen und Laubsägearbeiten, bemerkenswert auch die hölzerne Veranda, baugeschichtlich und künstlerisch, im Zusammenhang mit dem beeindruckenden Straßenzug der Loschwitzer Straße und mit Blasewitz stadtentwicklungsgeschichtlich von Belang | 09212871 |
| Weitere Bilder | Villa Ilgen: Villa mit Garten, Hintergebäude und Einfriedung | Loschwitzer Straße 37 (Karte)                                                     | 1891 (Villa)                                                                           | tempelartiger Bau, akzentuiert durch übergiebelten Säulenportikus, innen reiche, neobarocke Ausstattung mit Stuckdekor und Malerei, letztere in dieser Form in Dresden wohl einzigartig, davon abgesehen baugeschichtlich und künstlerisch bedeutend, im Zusammenhang mit dem beeindruckenden Straßenzug der Loschwitzer Straße und mit Blasewitz stadtentwicklungsgeschichtlich von Belang | 09212789 |
| Weitere Bilder | Villa mit Einfriedung | Loschwitzer Straße 38 (Karte)                                                     | spätes 19. Jh. (Villa)                                                                 | typischer historistischer Bau des ausgehenden 19. Jahrhunderts, dominiert von Eckanbau und Mittelrisalit, belebt von Zierfachwerk und anderweitigem Dekor, im Stil der deutschen Renaissance, baugeschichtlich bedeutend, im Zusammenhang mit dem beeindruckenden Straßenzug der Loschwitzer Straße und mit Blasewitz stadtentwicklungsgeschichtlich von Belang | 09212791 |
| Weitere Bilder | Villa mit Hintergebäude, Garten und Einfriedung | Loschwitzer Straße 39 (Karte)                                                     | spätes 19. Jh. (Villa)                                                                 | Haupthaus mit schmuckreicher Fassade, dominiert von mittiger Rücklage, seitlicher Eingang, charakteristischer, historistischer Wohnbau, mit der Dreiteilung der Fassade Beispiel der in und um Dresden um 1875 vorherrschenden Semper-Nicolai-Schule, baugeschichtlich bedeutend, zudem im Zusammenhang mit dem beeindruckenden Straßenzug der Loschwitzer Straße und mit Blasewitz stadtentwicklungsgeschichtlich von Belang | 09212793 |
|                | Villa mit Einfriedung | Loschwitzer Straße 40 (Karte)                                                     | um 1900 (Villa)                                                                        | im Zusammenhang mit dem beeindruckenden Straßenzug der Loschwitzer Straße und mit Blasewitz stadtentwicklungsgeschichtlich von Belang | 09212792 |
| Weitere Bilder | Mietshaus in Ecklage und offener Bebauung | Loschwitzer Straße 41 (Karte)                                                     | 1894 (Mietshaus)                                                                       | charakteristische historistischer Wohnbau des ausgehenden 19. Jahrhunderts, Eckturm, Belebung der Fassaden durch Gesimse, Fensterbedachungen und den kleinen Balkon auf der Ecke, baugeschichtlich von Bedeutung | 09212695 |
| Weitere Bilder | Sidonienhof: Hauptbau und Nebengebäude mit Garten und Einfriedung | Loschwitzer Straße 42 (Karte)                                                     | um 1865 (Villa), um 1865 (Gartenhaus)                                                  | ersterer markant mit Turmanbau, ein frühes historistisches Gebäude, ursprünglich bekannte lokale Baumschule, baugeschichtlich und ortsgeschichtlich bedeutend, im Zusammenhang mit dem beeindruckenden Straßenzug der Loschwitzer Straße und mit Blasewitz stadtentwicklungsgeschichtlich von Belang | 09212734 |
| Weitere Bilder | Wohnhaus mit Seitengebäude | Loschwitzer Straße 44 (Karte)                                                     | 3. Viertel 19. Jh. (Wohnhaus)                                                          | eine der ersten Bauten des 19. Jahrhunderts, die außerhalb des Dorfkerns von Blasewitz entstanden sind, ortsgeschichtlich bedeutend | 09212913 |
| Weitere Bilder | Mietshaus in offener Bebauung | Loschwitzer Straße 50 (Karte)                                                     | um 1895 (Mietshaus)                                                                    | mit Ladenzone, sehr repräsentativer spätgründerzeitlicher Bau mit bekrönten Eckerkern und aufwendiger historisierender Fassade, baugeschichtlich und künstlerisch bedeutend | 09212680 |
| Weitere Bilder | Mietshaus in geschlossener Bebauung | Loschwitzer Straße 54 (Karte)                                                     | 1898 (Mietshaus)                                                                       | mit Ladenzone, Gebäude des späten Historismus im ausgehenden 19. Jahrhundert, mit typischer Klinker-Werkstein-Fassade errichtet, baugeschichtlich bedeutend, zudem als Teil des unverwechselbaren Schillerplatzensembles städtebaulich von Belang und im Zusammenhang mit dem bedeutsamen Vorort Blasewitz stadtentwicklungsgeschichtlich wertvoll | 09212719 |
| Weitere Bilder | Mietshaus in geschlossener Bebauung | Loschwitzer Straße 56 (Karte)                                                     | 1898 (Mietshaus)                                                                       | mit Ladenzone, klassischer historistischer Bau des ausgehenden 19. Jahrhunderts, mit seiner klaren, horizontalen Gliederung vor allem in Anlehnung an die italienische Renaissance gestaltet, baugeschichtlich bedeutend, zudem als Teil des unverwechselbaren Schillerplatzensembles städtebaulich von Belang und im Zusammenhang mit dem bedeutsamen Vorort Blasewitz stadtentwicklungsgeschichtlich wertvoll | 09212720 |
| Weitere Bilder | Mietshaus in geschlossener Bebauung | Loschwitzer Straße 58 (Karte)                                                     | bezeichnet 1898 (Mietshaus)                                                            | mit Ladenzone, repräsentativer, charakteristischer Wohnbau um 1900, mit stilisierten Elementen des Historismus, wie dem als »Renaissance-Portal« gestalteten Eingang, und des Jugendstils, wie Ovalfenster und Oberlichtern mit geschwungenen Sprossen sowie Tier-Blattranken-Fries, baugeschichtlich und künstlerisch bedeutend, zudem als Teil des unverwechselbaren Schillerplatzensembles städtebaulich von Belang und im Zusammenhang mit dem bedeutsamen Vorort Blasewitz stadtentwicklungsgeschichtlich wertvoll | 09212721 |
| Weitere Bilder | Einzeldenkmal o. g. Sachgesamtheit (Obj. 09213805): Villa mit Nebengebäude (einst Remise und Kutscherwohnung), überdachter Pforte und Pergola, Villengarten, Gartenterrasse, Brunnen mit Plastik und Einfriedung | Lothringer Weg 1 (Karte)                                                          | 1873–1874 (Villa), um 1890 (Brunnenplastik)                                            | Gartenanlage erstreckt sich über zwei Flurstücke, eines der beeindruckendsten Anwesen von Blasewitz, Villengebäude historisierend und ausgesprochen repräsentativ, mit charakteristischer Dreiteilung der Semper-Nicolai-Schule und steilem Mansarddach sowie Erker- und Turmhaubengestaltungen die an die französische Renaissance erinnern, Akzentuierung durch zahlreichen Bauschmuck und Zierrat, weitläufiger, weitgehend original erhaltener, parkartiger Garten mit Wegeführung, strukturbildender Bepflanzung, Gartenterrasse, Wasserbecken, Plastiken usw., bedeutsames Zeugnis der Villenarchitektur in der zweiten Hälfte des 19. Jahrhunderts, dabei auch mit künstlerischem, respektive gartenkünstlerischem Wert, Garten bildet mit den Baulichkeiten des Anwesens funktionell und gestalterisch eine untrennbare Einheit (auch eine Einheit von Denkmalwert), nimmt Bezug zur Villa durch Anbindung der Wegeführung und Anordnung der Balustradenanlage, die im östlichen Teil gelegene bemerkenswerte Gartenterrasse bildet gestalterische Gegengewicht zur Baugruppe aus Villa und Nebengebäude, Anwesen Teil der einzigartigen und grüngestalterisch anspruchsvollen Blasewitzer Waldpark- und Villenanlage, demzufolge auch landschaftsgestaltend und stadtentwicklungsgeschichtlich bedeutend | 09212748 |
| Weitere Bilder | Einzeldenkmal o. g. Sachgesamtheit (Obj. 09213805): Mietvilla, Villengarten und Einfriedung | Lothringer Weg 3 (Karte)                                                          | Ende 19. Jh. (Mietvilla)                                                               | historistischer Klinker-Werkstein-Bau insbesondere im Stil der deutschen oder nordeuropäischen Renaissance mit übergiebeltem, erkerartigem Eckanbau, turmförmigem Risalite an der Hauptfront, architravierten Fenstereinfassungen, Scheitelsteinen und anderweitigen Gestaltungselementen, baugeschichtlich bedeutend, im Zusammenhang mit der Waldpark- und Villenanlage von Blasewitz sowie dem gleichnamigen bemerkenswerten Villenviertel landschaftsgestalterisch und stadtentwicklungsgeschichtlich von Belang | 09212865 |
|                | Mietshaus in Ecklage und offener Bebauung | Ludwig-Hartmann-Straße 1 (Karte)                                                  | um 1890 (Mietshaus)                                                                    | historistischer Bau, sichtlich vereinfacht, aber als Teil von Neugruna, zumal als Eckgebäude stadtentwicklungsgeschichtlich bedeutend | 09213093 |
|                | Mietvilla mit Einfriedung | Ludwig-Hartmann-Straße 5 (Karte)                                                  | 1903–1904 (Mietvilla)                                                                  | repräsentatives Wohngebäude aus dem Anfang des 20. Jahrhunderts, Fassaden mit Elementen des späten Jugendstils aufwendig dekoriert, architektonisches Zeugnis seiner Zeit, baugeschichtlich von Wert, als Teil von Neugruna stadtentwicklungsgeschichtlich bedeutend, mit benachbarten Häusern auffällige Reihe gutbürgerlicher Quartiere | 09212989 |
|                | Mietvilla mit Einfriedung | Ludwig-Hartmann-Straße 7 (Karte)                                                  | 1900–1901 (Mietvilla)                                                                  | repräsentatives Wohngebäude um 1900, vereinfacht, dennoch als Teil von Neugruna stadtentwicklungsgeschichtlich bedeutend, mit benachbarten Häusern auffällige Reihe gutbürgerlicher Quartiere | 09212988 |
|                | Mietvilla mit Einfriedung | Ludwig-Hartmann-Straße 9 (Karte)                                                  | 1902–1903 (Mietvilla)                                                                  | repräsentatives Wohngebäude aus dem Anfang des 20. Jahrhunderts, vereinfacht, dennoch architektonisches Zeugnis seiner Zeit, baugeschichtlich von Wert, als Teil von Neugruna stadtentwicklungsgeschichtlich bedeutend, mit benachbarten Häusern auffällige Reihe gutbürgerlicher Quartiere | 09212987 |
|                | Mietvilla mit Einfriedung | Ludwig-Hartmann-Straße 11 (Karte)                                                 | bezeichnet 1900 (Mietvilla)                                                            | repräsentatives historistisches Wohngebäude um 1900, dominierende Seitenrisalite, erinnert ein wenige an die Badarchitektur der zeit, architektonisches Zeugnis seiner Zeit, baugeschichtlich von Wert, als Teil von Neugruna stadtentwicklungsgeschichtlich bedeutend, mit benachbarten Häusern auffällige Reihe gutbürgerlicher Quartiere | 09212986 |
|                | Villa mit Einfriedung | Ludwig-Hartmann-Straße 16 (Karte)                                                 | spätes 19. Jh. (Villa)                                                                 | historistischer Wohnbau der Gründerzeit, vereinfacht, als Teil von Neugruna stadtentwicklungsgeschichtlich bedeutend | 09212984 |
|                | Villa mit Einfriedung | Ludwig-Hartmann-Straße 18 (Karte)                                                 | um 1910 (Villa)                                                                        | klassischer, gestalterisch auffälliger Bau der Reformarchitektur nach 1900, strenger, reduzierter Baukörper mit hohem Dach, Schmuck- und Gliederungselemente akzentuierend, an der Straßenseite Relief, baugeschichtlich und künstlerisch von Wert, als Teil von Neugruna stadtentwicklungsgeschichtlich bedeutend | 09212982 |
|                | Villa mit Einfriedung | Ludwig-Hartmann-Straße 19 (Karte)                                                 | spätes 19. Jh. (Villa)                                                                 | typischer Bau seiner Zeit mit historischem Fachwerk, wohl eines der älteren Häuser an der Straße, baugeschichtlich von Wert, als Teil von Neugruna stadtentwicklungsgeschichtlich bedeutend | 09212983 |
|                | Villa mit Einfriedung | Ludwig-Hartmann-Straße 20 (Karte)                                                 | um 1875 (Villa)                                                                        | noch eingeschossiges historistisches Wohngebäude im Viertel, mit dem steilen Mansarddach und seinen Gauben teilweise in Anlehnung an die französische Klassik errichtet, als Teil von Neugruna stadtentwicklungsgeschichtlich bedeutend | 09212980 |
|                | Villa mit Ecklaube und Einfriedung | Ludwig-Hartmann-Straße 23 (Karte)                                                 | um 1895 (Villa)                                                                        | charakteristisches vorstädtisches Wohngebäude der Gründerzeit für den Mittelstand, Akzentsetzung durch zurückhaltende, aber zugleich ansprechende Fassadengestaltung, Beispiel eines eher schlichten, aber feinfühlig dekorierten, historistischen Baus, baugeschichtlich von Wert, als Teil von Neugruna stadtentwicklungsgeschichtlich bedeutend | 09212979 |
|                | Villa | Ludwig-Hartmann-Straße 26 (Karte)                                                 | um 1895 (Villa)                                                                        | markanter historistischer Bau, auffällig die betonte Mittelachse mit Schmuckaufsatz, etwas vereinfacht, dennoch ein charakteristisches architektonisches Zeugnis seiner Zeit, baugeschichtlich von Wert, als Teil von Neugruna stadtentwicklungsgeschichtlich bedeutend | 09212971 |
|                | Villa Frieda: Villa mit Einfriedung | Ludwig-Hartmann-Straße 30 (Karte)                                                 | um 1895 (Villa)                                                                        | charakteristisches vorstädtisches Wohngebäude der Gründerzeit für den Mittelstand, Akzentsetzung durch zurückhaltende, aber zugleich ansprechende historistische Fassadengestaltung, veranschaulicht mit den nahe liegenden, gleichzeitig entstandenen Villengebäuden Ludwig-Hartmann-Straße 32 und Polenzstraße 27 am Beispiel eines eher schlichten, feinfühlig dekorierten und stilistisch gleichartigen Typs die Vielfalt der Architektur des Historismus, darüber hinaus mit den genannten Gebäuden markantes Ensemble innerhalb der einstigen Vorstadt Neugruna (kam später zu Blasewitz), baugeschichtlich und stadtentwicklungsgeschichtlich bedeutend | 09212970 |
|                | Villa Renata: Villa mit Einfriedung | Ludwig-Hartmann-Straße 32 (Karte)                                                 | 1895 (Villa)                                                                           | charakteristisches vorstädtisches Wohngebäude der Gründerzeit für den Mittelstand, Akzentsetzung durch Holzveranda mit Zierrat und zurückhaltende, aber zugleich ansprechende, historistische Fassadengestaltung, auffällig die Drempelmalerei, veranschaulicht mit den nahe liegenden, gleichzeitig entstandenen Villengebäuden Ludwig-Hartmann-Straße 30 und Polenzstraße 27 am Beispiel eines eher schlichten, feinfühlig dekorierten und stilistisch gleichartigen Typs die Vielfalt der Architektur des Historismus, darüber hinaus mit den genannten Gebäuden markantes Ensemble innerhalb der einstigen Vorstadt Neugruna (kam später zu Blasewitz), baugeschichtlich und stadtentwicklungsgeschichtlich bedeutend | 09212969 |
|                | Mietvilla mit Resten der Einfriedung | Ludwig-Hartmann-Straße 36 (Karte)                                                 | um 1910 (Mietvilla)                                                                    | Wohngebäude der frühen Sachlichkeit Anfang des 20. Jahrhunderts, hohes Dach, betonte Mitte, fast schmucklos, belebend nur die Spiegelflächen unter den Fenstern, baugeschichtlich von Wert, als Teil von Neugruna stadtentwicklungsgeschichtlich bedeutend | 09212960 |
|                | Produktions- und Verwaltungsgebäude (ehem.) mit repräsentativer, zeittypischer Schaufassade, dabei Portal gestalterisch hervorgehoben | Ludwig-Hartmann-Straße 45 (Karte)                                                 | 1900 (Fabrikgebäude)                                                                   | baugeschichtlich und industriegeschichtlich bedeutsam | 09212945 |
| Weitere Bilder | Mietshaus mit Einfriedung in Ecklage und offener Bebauung | Maystraße 1 (Karte)                                                               | um 1895 (Mietshaus)                                                                    | gründerzeitlicher Bau des Historismus, noch mit den meisten Details erhalten, baugeschichtlich von Wert, als Teil von Neugruna stadtentwicklungsgeschichtlich bedeutend | 09213768 |
| Weitere Bilder | Mietvilla mit Einfriedung | Maystraße 3 (Karte)                                                               | um 1885 (Mietvilla)                                                                    | charakteristischer Bau des frühen Historismus, auffällig und typisch die offene, zweigeschossige Veranda mit Laubsägearbeiten, in Anlehnung an den Schweizerhausstil, originale Flur- und Treppenhausausstattung mit Malerei als Dekorationsmalerei, baugeschichtlich und künstlerisch von Wert, als Teil von Neugruna stadtentwicklungsgeschichtlich bedeutend | 09213034 |
|                | Villa Alice: Villa mit Einfriedung | Maystraße 4 (Karte)                                                               | 1882 (Villa)                                                                           | repräsentatives Gebäude des Historismus mit erhöhter und gestalterisch hervorgehobener Mitte, symmetrisch gestaltet, die aufwändigen Fassaden eklektizistisch, in Anlehnung an verschiedene Stilvorbilder, baugeschichtlich und künstlerisch bedeutend, zudem eine der aufwändigsten Villen von Neugruna, als Teil dieses Ortsteils von stadtentwicklungsgeschichtlichem Wert | 09213032 |
| Weitere Bilder | Villa mit Einfriedung | Maystraße 5 (Karte)                                                               | um 1885 (Villa)                                                                        | markantes historisierender Gebäude mit rückwärtigem Turmanbau, baugeschichtlich und künstlerisch bedeutend, als Teil von Neugruna stadtentwicklungsgeschichtlich bedeutend | 09213033 |
|                | Mietvilla mit Einfriedung | Maystraße 6 (Karte)                                                               | 1926 (Mietvilla)                                                                       | charakteristischer, traditionell gestalteter Bau um 1925, belebt von expressionistischen und Art-déco-Elementen, baugeschichtlich von Wert, als Teil von Neugruna stadtentwicklungsgeschichtlich bedeutend | 09213031 |
|                | Villa mit rückwärtigem Nebengebäude (Remise) an der südöstlichen Grundstücksgrenze, Pavillon und Einfriedung | Maystraße 8; 8a (Karte)                                                           | 1884 (Villa)                                                                           | repräsentatives Gebäude mit akzentuierendem Turmanbau (erinnert ein wenig an Goetheallee 57 und Kyawstraße 37), in Teilen symmetrisch gestaltete, sehr aufwändige Klinker-Sandstein-Fassade des Historismus, baugeschichtlich und künstlerisch bedeutend, zudem eine der aufwändigsten Villen von Neugruna, von baugeschichtlichem und künstlerischem von Wert, als Teil von Neugruna stadtentwicklungsgeschichtlich bedeutend | 09213029 |
| Weitere Bilder | Mietvilla mit Einfriedung | Maystraße 11 (Karte)                                                              | 2. H. 19. Jh. (Mietvilla)                                                              | historistischer Bau, vereinfacht, dennoch ein charakteristisches architektonisches Zeugnis seiner Zeit, baugeschichtlich von Wert,als Teil von Neugruna stadtentwicklungsgeschichtlich bedeutend | 09213030 |
|                | Wohnhaus mit Einfriedung | Maystraße 17 (Karte)                                                              | E. 19. Jh. (Villa)                                                                     | villenartiger Putzbau, gestalterische Akzente setzten die Fenstereinfassungen die seitlich Holzveranda und der rückwärtige Turmaufbau, typisches und exemplarisches Beispiel für die Bebauung von Neugruna, stadtentwicklungsgeschichtlich bedeutend | 09213017 |
|                | Villa mit Einfriedung | Maystraße 21 (Karte)                                                              | 1895 (Villa)                                                                           | stilistisch noch dem sogen. Rundbogenstil zugehöriges Gebäude, baugeschichtlich von Wert, eines der älteren im Quartier, als Teil von Neugruna stadtentwicklungsgeschichtlich bedeutend. | 09213025 |
|                | Villa mit Einfriedung | Maystraße 30 (Karte)                                                              | um 1875 (Villa)                                                                        | an der Ecke gelegen, dort einst vorhandene, akzentuierende Dachspitze entfernt, Vorbau auf Pfeilern, darüber Austritt, eines der ältesten Gebäude im Quartier, Bau als Teil von Neugruna stadtentwicklungsgeschichtlich bedeutend | 09212978 |
|                | Mietvilla mit Einfriedung | Maystraße 34 (Karte)                                                              | A. 20. Jh. (Mietvilla)                                                                 | Bau der Reformarchitektur nach 1900, hoher fast schmuckloser Giebel zur Straße, wohl vereinfacht, dennoch anschaulich, baugeschichtlich von Wert, als Teil von Neugruna stadtentwicklungsgeschichtlich bedeutend | 09212977 |
| Weitere Bilder | Villa mit Einfriedung | Mendelssohnallee 4 (Karte)                                                        | um 1900 (Villa)                                                                        | für den Reformstil im ersten Viertel des 20. Jahrhunderts charakteristisches Gebäude, versachlicht, mit Walmdach oder Zeltdach, belebt durch einfache Gestaltungsmittel, wie Klappläden und Sprossenfenster sowie wenigen, aber akzentuierenden Schmuck, dominiert von straßenseitigem Anbau mit Austritt, vor allem baugeschichtlich bedeutend, neue zumeist weiße Fassade und Dachausbau Zutaten der Nachwendezeit, zudem im Zusammenhang mit Blasewitz stadtentwicklungsgeschichtlich von Belang | 09212824 |
| Weitere Bilder | Mietvilla mit Einfriedung | Mendelssohnallee 9 (Karte)                                                        | um 1900 (Mietvilla)                                                                    | historistischer Wohnbau, mit der Dreiteilung der Fassade Beispiel der in und um Dresden um 1875 vorherrschenden Semper-Nicolai-Schule, baugeschichtlich bedeutend, zudem im Zusammenhang mit Blasewitz stadtentwicklungsgeschichtlich von Belang | 09212822 |
| Weitere Bilder | Villa mit Einfriedung | Mendelssohnallee 10 (Karte)                                                       | um 1900 (Villa)                                                                        | repräsentativer historistischer Bau um 1900, oder älter, vor allem mit Formen der Gotik, an Loggia Fischblasen oder Zweischneuße, sowie der Renaissance, Eingang Anspielung auf Sitznischenportale, baugeschichtlich bedeutend, zudem im Zusammenhang mit Blasewitz stadtentwicklungsgeschichtlich von Belang Villa des Grafikers Bruno Gimpel, der nach Schikanen der Nazis wegen seiner jüdischen Herkunft hier 1943 Suizid beging | 09212823 |
| Weitere Bilder | Villa Ehnthold: Villa mit Hintergebäude (Garage), Pavillon und Einfriedung | Mendelssohnallee 11 (Karte)                                                       | 1905 (Villa)                                                                           | mit hohem Dach und sachlicher Fassadengestaltung Beispiel des nach 1900 vorherrschenden Reformstils, dabei dominiert von straßenseitigem Giebel, dessen regelmäßiges Fachwerk vom englischen Landhausstil inspirierten, baugeschichtlich bedeutend, zudem im Zusammenhang mit Blasewitz stadtentwicklungsgeschichtlich von Belang | 09212826 |
|                | Villa mit Einfriedung | Mendelssohnallee 14 (Karte)                                                       | um 1875 (Villa)                                                                        | markantes landhausartiges Gebäude mit Elementen des Schweizerhausstils, u. a. Dachüberständen und Laubsägearbeiten, bemerkenswert auch die hölzerne Veranda, baugeschichtlich und künstlerisch bedeutend, im Zusammenhang mit Blasewitz stadtentwicklungsgeschichtlich von Belang | 09212821 |
| Weitere Bilder | Mietvilla mit Garten und Einfriedung | Mendelssohnallee 18 (Karte)                                                       | um 1895 (Mietvilla)                                                                    | mit der Dreiteilung seiner etwas reduzierten Fassade Beispiel der in und um Dresden um 1875 vorherrschenden Semper-Nicolai-Schule, baugeschichtlich bedeutend, die originale Flur- und Treppenhausausmalung (als Dekorationsmalerei) auf jeden Fall kunsthistorisch wertvoll, Anwesen zudem im Zusammenhang mit Blasewitz stadtentwicklungsgeschichtlich von Belang | 09212831 |
| Weitere Bilder | Mietvilla mit Einfriedung | Mendelssohnallee 19 (Karte)                                                       | nach 1905 (Mietvilla)                                                                  | mit hohem Dach und sparsam eingesetzten Schmuck- und Gliederungselementen Beispiel der nach 1900 vorherrschenden Reformarchitektur, baugeschichtlich bedeutend, zudem im Zusammenhang mit Blasewitz stadtentwicklungsgeschichtlich von Belang | 09212855 |
| Weitere Bilder | Mietvilla mit Einfriedung | Mendelssohnallee 20 (Karte)                                                       | 1892–1893 (Mietvilla)                                                                  | Beispiel eines repräsentativen Blasewitzer/Striesener Wohngebäudes aus dem späten 19. Jahrhundert, historisierend, spezieller Typ mit seitlichen Loggien auf drei Geschossen, baugeschichtlich und stadtentwicklungsgeschichtlich, auch künstlerisch bedeutend, zudem im Zusammenhang mit Blasewitz stadtentwicklungsgeschichtlich von Belang | 09212856 |
| Weitere Bilder | Villa Leonhardi | Mendelssohnallee 24 (Karte)                                                       | 1873 (Villa)                                                                           | Villa mit Nebengebäude und Einfriedung; gestalterisch unverwechselbarer Blasewitzer Wohnbau, auffällig die Loggia zum Garten und das steile Mansarddach, historisierender Bau mit französischen und italienischen Einflüssen, baugeschichtlich und künstlerisch bedeutend sowie in seiner Form singulär, zudem im Zusammenhang mit Blasewitz stadtentwicklungsgeschichtlich von Belang | 09212854 |
| Weitere Bilder | Villa mit Einfriedung | Mendelssohnallee 26 (Karte)                                                       | nach 1913 (Villa)                                                                      | eines der bemerkenswerten Beispiele des Reformstils nach 1900, mit gestaffeltem Baukörper, sachlich und konzentriert gestaltet, variierende, individuelle Fensterformate, baugeschichtlich und künstlerisch bedeutend, zudem im Zusammenhang mit Blasewitz stadtentwicklungsgeschichtlich von Belang einst mit Schwimmbad im Keller, nach 1945 private Praxis der Dresdner Krankengymnastin Charlotte Kehling | 09213769 |
| Weitere Bilder | Villa Rothermundt | Mendelssohnallee 34 (Karte)                                                       | 1896–1897 (Villa)                                                                      | Landesgymnasium für Musik »Carl Maria von Weber«, Haus 1 - Villa mit Turm, Gartenanlage, Brunnen, Einfriedung und Toranlage; ausgesprochen repräsentativer, historisierender Bau, im Inneren reiche Ausstattung, u. a. bemerkenswerte Hallendiele, Anwesen heute als Schule genutzt, baugeschichtlich, künstlerisch und ortsgeschichtlich bedeutend, zudem in dieser Form singulär, im Zusammenhang mit Blasewitz stadtentwicklungsgeschichtlich von Belang Garten von Max Bertram, von Karl Emil Scherz im Stil der Neorenaissance für Adolf Rothermundt erbaut, ab 1945 Sitz des Städtischen Konservatoriums, ab 1952 Hochschule für Musik, seit 2004 Sächsisches Landesgymnasium für Musik Carl Maria von Weber, 2007–2008 saniert | 09212851 |

## Ausführliche Denkmaltexte
1. ↑  
Das Anwesen Barteldesplatz 4 in Dresden, OT Blasewitz wurde für den Verleger und Inhaber der Kunstanstalt für Photochromie „Nenke und Ostermaier“ in Strehlen, Josef Ostermaier errichtet. Der Villenbau ist ein Zeugnis des späten Schaffens des lokal bekannten Architekten Karl Emil Scherz (1860–1945), der das Anwesen 1908 in dem für die Zeit typischen Reformstil errichtete. Um die Ausgewogenheit der Straßenfront zu wahren, ließ der Architekt deren rechte Seite um eine Veranda mit hölzernem Aufbau ergänzen. Die Fassade wird durch einen annähernd mittigen, leicht hervortretenden Anbau mit verschiefertem Turmaufsatz und die seitlichen Fensterachsen gegliedert. Sparsam eingesetzter Stuckdekor in Form eines stilisierten Fruchtgehänges belebt den Anbau. Darüber hinaus bereichern bemalte Traufunterseiten, verzierte Gewände aus Sandstein und grüne Klappläden mit Rauten die verschiedenen Seiten des Hauses. Die Klappläden sollen wohl an die bayrische Heimat des Besitzers erinnern. Diesbezüglich fand sich früher auch eine Inschrift im Gebäude. Der überdachte Hauszugang liegt an der Nordwestseite. Der gesamte Bau zeugt trotz seines nuanciert ländlichen Gepräges von einer schlichten Eleganz. Dabei werden die Fronten ganz im Sinne der Reformarchitektur nur von wenigem, akzentuierendem Dekor ausgezeichnet. Weitere Elemente innerhalb der Villa, wie Buntglasfenster mit floralen Motiven, ein geschweifter Bogen, Deckengestaltungen und ornamentale Aufsätze weisen auf den späten geometrischen Jugendstil, wie man ihn in manchen Villen der Reformarchitektur des Anfangs des 20. Jahrhunderts findet.
Die Denkmaleigenschaft des Anwesens Barteldesplatz 4 in Blasewitz ergibt sich daher aus dem Zeugniswert für die Reformarchitektur Anfang des 20. Jahrhunderts und aus seiner  anspruchsvollen Gestaltung, die zum einen eine baugeschichtliche und zum anderen eine künstlerische Bedeutung begründet. Im Zusammenhang mit dem wirklich bemerkenswerten Villenvorort Blasewitz ist das hier zu beurteilende Objekt auch städtebaulich von Belang. Als Werk von Karl Emil Scherz ist der Villa Ostermaier zudem ein personengeschichtlicher Wert beizumessen.
2. ↑  
Heilig-Geist-Kirche

1887 wurde in Blasewitz eine selbständige Kirchgemeinde gegründet. Schon bald danach konnte ein eigener Kirchenbau in Angriff genommen werden. Aus dem begrenzten Wettbewerb, den man zu diesem Zwecke veranstaltete, ging der junge Architekt Karl Emil Scherz (1860–1945) als Sieger hervor. Nach seinem Entwurf wurde 1891 der Bau begonnen, und zwei Jahre später konnte die Heilig-Geist-Kirche Blasewitz eingeweiht werden. Entsprechend dem Zeitgeschmack gestaltete Scherz einen historistischen Kirchenbau in frühgotischen Formen, der sich offensichtlich stark an die wenig ältere Heilandskirche in Leipzig-Plagwitz (Architekt Johannes Otzen) anlehnt. Als Ziegelbau mit Sandsteinelementen hat die Blasewitzer Kirche im Äußeren eine sehr malerische Erscheinung, wozu auch die Seitenstellung des Turmes beiträgt. Der Innenraum zeigt den Typus des stützenlosen Saales mit umlaufender Empore. Eine aufwändige Ausgestaltung erzeugte einst ein stimmungsvolles, für den Historismus charakteristisches Gesamtbild. Zahlreiche Farbglasfenster trugen besonders zur Zierde des Raumes bei. Die zweibahnigen Chorfenster, die vollständig mit figürlicher Glasmalerei geschmückt waren, bildeten einen Hauptakzent. Mit thematischem Bezug zum Namen der Kirche zeigten sie in den wichtigen Geschehnissen der Heilsgeschichte die Wirkungen des Heiligen Geistes. Zu sehen waren die Verkündung an Maria, die Geburt, die Taufe und die Auferstehung Christi sowie die Ausgießung des Heiligen Geistes (Pfingsten). Vier dieser Fenster wurden nach Entwürfen Alfred Diethes, Schüler von Ludwig Richter und Professor an der Kunstgewerbeschule, hergestellt. Für die Glasmalerei des Auferstehungsfensters fertigte der Meißner Historienmaler Conrad Arthur Thomas die Vorlage. Er lieferte auch Entwürfe zu den Fenstern des Schiffes, der Sakristei, der Taufkapelle und der Brauthalle sowie für figürliche Wandmalereien. Die Ausführung der Glasfenster, die durch Stiftungen finanziert wurde, lag hauptsächlich in den Händen der Fa. Anemüller Nachf. (Richard Schlein), beteiligt war die Werkstatt Bruno Urban, beide Dresden. Die prächtige Raumwirkung des historistischen Gesamtkunstwerkes Heilig-Geist-Kirche ist seit der umfassenden Renovierung 1969 bis 1972 (Architekt Fritz Steutner) verloren.
3. ↑  
Das 1970–1972 entstandene Ruderzentrum im Dresdner Stadtteil Blasewitz wurde als monolithischer Stahlbetonbau mit vier hyperbolischen Dachschalen und Stahl-Glas-Fassaden errichtet. Der Entwurf für die Betonschalenkonstruktion stammt von dem wohl bekanntesten Bauingenieur der DDR, Ulrich Müther. Von seinen Konstruktionen haben sich neben dem Ruderzentrum nur noch wenige Beispiele in Sachsen erhalten, so die einstige Raststätte Lonnewitz in Oschatz. Heute wird das sanierte, mit neuen Glasfassaden versehene Ruderzentrum als Sporthalle genutzt. Obwohl man es bei ihrem gänzlich unkonventionellen Erscheinungsbild nicht wahrhaben will, fanden die Entwürfe Müthers mehrfach Verwendung. Spätestens seit dem von zahlreichen Protesten begleiteten Abriss der Gaststätte „Ahornblatt“ (1971–1973) im Zentrum von Berlin ist er zur Legende der Ostmoderne geworden. Seine ungewöhnlichen Solitäre prägen noch heute viele Ortsansichten zwischen Kap Arkona und dem Fichtelberg. Zu den besten Leistungen Müthers gehören das Restaurant „Teepott“ (1967–1968), die katholische Kirche St. Josef und Lukas (1977–1978) in Neubrandenburg und die Rettungsschwimmerstation I (1968) in Binz. In den 1980er-Jahren entwickelten sich Schalenentwürfe Müthers für Planetariumsbauten sogar zu einem Exportschlager der DDR. So entstanden Hyparschalen, oder hyperbolische Paraboloide genannt, auch in Wolfsburg, Tripolis und Helsinki. Als eine der wenigen noch erhaltenen Hyparschalen von Ulrich Müther in Sachsen ist das einstige Ruderzentrum von besonderer baugeschichtlicher Bedeutung.
4. ↑   
Blasewitzer Waldpark- und Villenanlage mit der angrenzenden Villenbebauung:
  - Goetheallee 6: Villa und Villengarten (siehe auch Einzeldenkmaldokument - Obj. 09212754) sowie Einfriedung als Sachgesamtheitsteil,
  - Goetheallee 8: Villa, Nebengebäude, Villengarten und Einfriedung (siehe auch Einzeldenkmaldokument - Obj. 09212756),
  - Goetheallee 10: Villa, Villengarten und Einfriedung (siehe auch Einzeldenkmaldokument - Obj. 09212759),
  - Goetheallee 12: Villa, Villengarten und Einfriedung (siehe auch Einzeldenkmaldokument - Obj. 09212753),
  - Goetheallee 14: Villa und Villengarten (siehe auch Einzeldenkmaldokument - Obj. 09212751) sowie Einfriedung als Sachgesamtheitsteil,
  - Goetheallee 18: Villa, Villengarten und Einfriedung (siehe auch Einzeldenkmaldokument - Obj. 09212745),
  - Goetheallee 20: Villa und Villengarten (siehe auch Einzeldenkmaldokument - Obj. 09212746) sowie Einfriedung als Sachgesamtheitsteil,
  - Goetheallee 22: Villa, Villengarten und Einfriedung (siehe auch Einzeldenkmaldokument - Obj. 09212744),
  - Goetheallee 24: Villa, Villengarten und Einfriedung (einschließlich rückwärtiger Pforte), Nebengebäude, Pavillon und seitlicher Terrasse (siehe auch  Einzeldenkmaldokument - Obj. 09212741),
  - Goetheallee 26a: rückwärtige Pforte im neogotischen Stil (siehe auch Einzeldenkmaldokument -Obj. 09212602),
  - Goetheallee 28: Villa, Villengarten und Einfriedung (siehe auch Einzeldenkmaldokument - Obj. 09212737),
  - Händelallee 3: Villa (siehe auch Einzeldenkmaldokument - Obj. 09212803) sowie Garten und Einfriedung als Sachgesamtheitsteile,
  - Händelallee 11: Mietvilla (siehe auch Einzeldenkmaldokument - Obj. 09212805) sowie Garten und Einfriedung als Sachgesamtheitsteile,
  - Loschwitzer Straße 1: Villa, Villengarten und Einfriedung (siehe auch Einzeldenkmaldokument - Obj. 09212806),
  - Loschwitzer Straße 5, 5a: Villa und Hintergebäude (Einzeldenkmaldokument - Obj. 09212811) sowie Garten und Einfriedung als Sachgesamtheitsteile,
  - Loschwitzer Straße 7: Villa, Villengarten und Einfriedung (siehe auch Einzeldenkmaldokument - Obj. 09212813),
  - Loschwitzer Straße 13: Villa und Villengarten (siehe auch Einzeldenkmaldokument - Obj. 09212839) sowie Einfriedung als Sachgesamtheitsteil,
  - Loschwitzer Straße 15: Villa und Villengarten (siehe auch Einzeldenkmaldokument - Obj. 09212837) sowie Einfriedung als Sachgesamtheitsteil,
  - Loschwitzer Straße 17: Villa, Villengarten und Einfriedung (siehe auch Einzeldenkmaldokument - Obj. 09212864),
  - Loschwitzer Straße 19: Villa, Villengarten und Einfriedung (siehe auch Einzeldenkmaldokument - Obj. 09212863),
  - Loschwitzer Straße 21: Villa mit zwei Seitengebäuden, Villengarten, Gartenplastik und Einfriedung (siehe auch Einzeldenkmaldokument - Obj. 9212862),
  - Loschwitzer Straße 23: Villa und Villengarten (siehe auch Einzeldenkmaldokument - Obj. 09212867) sowie Einfriedung als Sachgesamtheitsteil,
  - Loschwitzer Straße 27: Villa und Villengarten (siehe auch Einzeldenkmaldokument - Obj. 09212868) sowie Einfriedung als Sachgesamtheitsteil,
  - Loschwitzer Straße 31, 31a:Villa mit Hintergebäude, Villengarten und Einfriedung (siehe auch Einzeldenkmaldokument - Obj. 09212869),
  - Loschwitzer Straße 33: Villa (siehe auch Einzeldenkmaldokument - Obj. 09212870) sowie Garten und Einfriedung als Sachgesamtheitsteile,
  - Loschwitzer Straße 35: Villa (siehe auch Einzeldenkmaldokument - Obj. 09212872) sowie Garten und Einfriedung als Sachgesamtheitsteile,
  - Lothringer Weg 1: Villa mit Nebengebäude (einst Remise und Kutscherwohnung), überdachter Pforte und Pergola, Villengarten, Gartenterrasse, Brunnen mit Plastik und Einfriedung (siehe auch Einzeldenkmaldokument - Obj. 09212748);
  - Lothringer Weg 3: Mietvilla, Villengarten und Einfriedung (siehe auch Einzeldenkmaldokument -Obj. 09212865);
  - Prellerstraße 6: Villa (siehe auch Einzeldenkmaldokument - Obj. 09212779) sowie Garten und Einfriedung als Sachgesamtheitsteile,
  - Prellerstraße 10: Mietvilla (siehe auch Einzeldenkmaldokument - Obj. 09212784) sowie Garten und Einfriedung als Sachgesamtheitsteile,
  - Prellerstraße 14: Villa (siehe auch Einzeldenkmaldokument - Obj. 09212786) sowie Garten und Einfriedung als Sachgesamtheitsteile,
  - Prellerstraße 18: Hotel (ehem.) mit Hintergebäude (siehe auch Einzeldenkmaldokument - Obj. 09212788) sowie Garten als Sachgesamtheitsteil,
  - Vogesenweg: Königsheim-Denkmal (siehe auch Einzeldenkmaldokument - Obj. 09306649),
  - Vogesenweg 4: Villa mit kleinem Gartenhaus, Villengarten und Einfriedung (siehe auch Einzeldenkmaldokument - Obj. 09212736),
  - Vogesenweg 6: Villa und Villengarten (siehe auch Einzeldenkmaldokument - Obj. 09216934),
  - Waldparkstraße 1: Villa (siehe auch Einzeldenkmaldokument - Obj. 09212735) sowie Garten und Einfriedung als Sachgesamtheitsteile,
  - Waldparkstraße 3: Villa (siehe auch Einzeldenkmaldokument - Obj. 09212778) sowie Garten und Einfriedung als Sachgesamtheitsteile,

sowie den Gärten:
  - Goethallee 14a, 14 b, 26a, 26b, 28a,
  - Händelallee 5, 7, 9, 9a, 13, 15, 17, 19, 21, 23,
  - Loschwitzer Straße 3, 3a, 3b, 9, 11, 11a, 15a, 15, 25, 29, 29a,
  - Prellerstraße 8, 12, 12a,
  - Vogesenweg 5, 8, 9, 12
  - Waldparkstraße 2, 2a, als Sachgesamtheitsteile.
5. ↑  
Das Wohnhaus mit Anbau Goetheallee 32a in Dresden, OT Blasewitz erfüllt die Voraussetzungen eines Kulturdenkmals im Sinne von § 2 Abs. 1 SächsDSchG erfüllt, da wegen seiner baugeschichtlichen und städtebaulichen Bedeutung ein öffentliches Erhaltungsinteresse besteht. 
Die 1959 vom Architekten Manfred Zumpe entworfene und dem Baubetrieb seines Vaters Alfred Zumpe ausgeführte Goetheallee 32a befindet sich im Dresdner Ortsteil Blasewitz, am östlichen Ende des erwähnten Straßenzuges. Das zweigeschossige Wohnhaus mit niedrigerem Anbau für Eingang und Garage trägt ein Satteldach mit sichtbaren, stilisierten Balkenköpfen. Die Straßenfassade wird durch drei in die Mitte gerückte Fensterachsen gegliedert, während die Gartenfront mittels verglaster Loggien, im Obergeschoss durch ein Geländer gesichert, deutlich transparenter erscheint. Der östliche Giebel ist stärker durchfenstert als sein Pendant. Trotz des traditionellen Satteldachs wirkt der gestalterisch zurückhaltende und dabei stimmige Bau Zumpes äußerst modern für seine Zeit. Akzente setzen das seitlich angeordnete vertikale Fensterband des Treppenhauses und die bereits erwähnten rückwärtigen Galerien. Die Goetheallee 32a in Blasewitz, errichtet mit zwei Wohneinheiten, bildete ein seiner Zeit in Westdeutschland vielfach variierten und weit verbreiteten Wohnhaustyp, während sie in der DDR zu den wenigen privaten Individualbauten gehörte, die sich gestalterisch aus der Masse des üblichen Eigenheimbaus heraushob. Interessant ist auch, dass sie die gehobene Bebauung der Goetheallee von frei stehenden Häusern in großzügigen Gärten nach 1945 unter realsozialistischen Bedingungen fortsetzte. Das hier zu beurteilende Objekt dokumentiert die Wende im Wohnhausbau von der traditionellen Architektur der 1950er Jahre hin zu einer modernen, im Sinne des Internationalen Stils gehaltenen Bauweise.
6. ↑  
Villa Weigang – überdurchschnittlich aufwendig im Stil der deutschen Renaissance gestaltet, auch innen, vor allem im großen Salon, in der Hallendiele und im kleinen Kabinett (vielleicht das einstige Herrenzimmer) reicher Zierrat, darunter Bilder des vor allem in Bayern tätigen berühmten Dekorationsmalers Ferdinand Wagner d. J. (1847–1927), des Weiteren umfängliche Vertäfelungen usw., zudem fast vollständig erhaltene, gartenkünstlerisch wertvolle Gartenanlage mit Ausstattung. Von Schilling & Graebner mit Turm, Erkern, Freitreppe, Sonnenuhr und Wandbrunnen erbaut, u. a. von Kommerzienrat Otto Weigang als Sommersitz bewohnt, nach 1945 von der Polizei genutzt, 1991–1994 originalgetreu saniert, heute Sitz des Dresdner Standesamts.
7. ↑  
Bei dem eingeschossigen Bau Maystraße 21 in Dresden, OT Neugruna mit Souterrain und erhöhtem Mittelteil handelt es sich um eines der älteren Häuser im stadtentwicklungsgeschichtlich so bedeutsamen Areal von Neugruna (das später zu Blasewitz kam). Das stilistisch dem sogen. Rundbogenstil nahe stehende Gebäude wurde 1895 errichtet. Demzufolge ist ihm als Zeugnis der Architekturentwicklung, Ende des 19. Jahrhunderts, trotz einiger späterer Veränderungen, auch ein baugeschichtlicher Wert beizumessen. Dabei gehört die Maystraße 21 zu den wenigen eingeschossigen Gebäuden des Quartiers. Hinsichtlich des Typs ist sie auf dem Stadtgebiet von Dresden vergleichbar mit der Villa Glaser, Bergstraße 23, das wohl am besten erhaltene Beispiel dieses Typs, und der Nordstraße 12 in der Radeberger Vorstadt. Die Maystraße 21 hat also auch einen gewissen Seltenheitswert.